# BMW

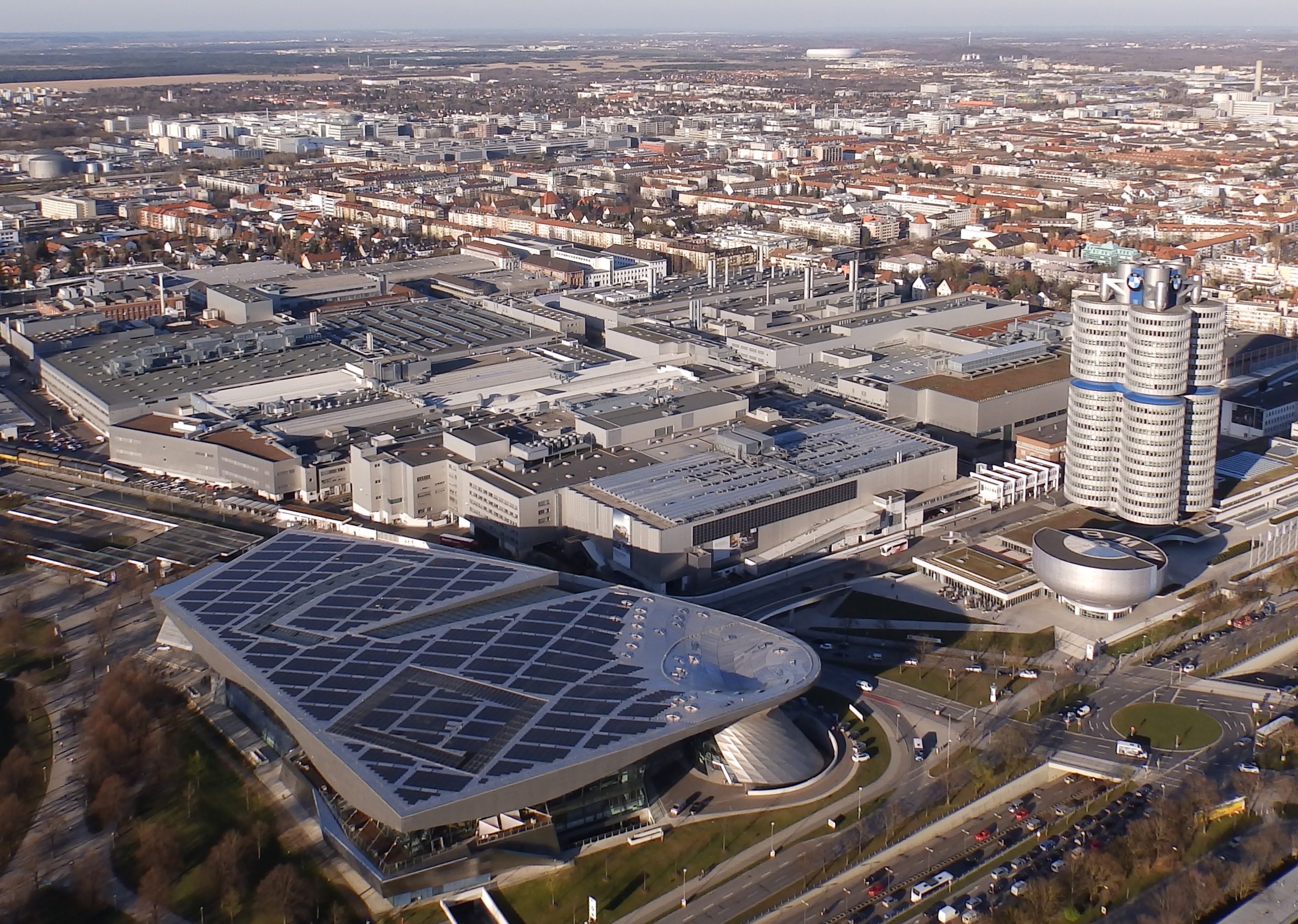
Luftbild des Münchner BMW-Areals mit BMW Welt, BMW Museum, „Vierzylinder-Hochhaus“ (Konzernzentrale) und Werkshallen (März 2014)

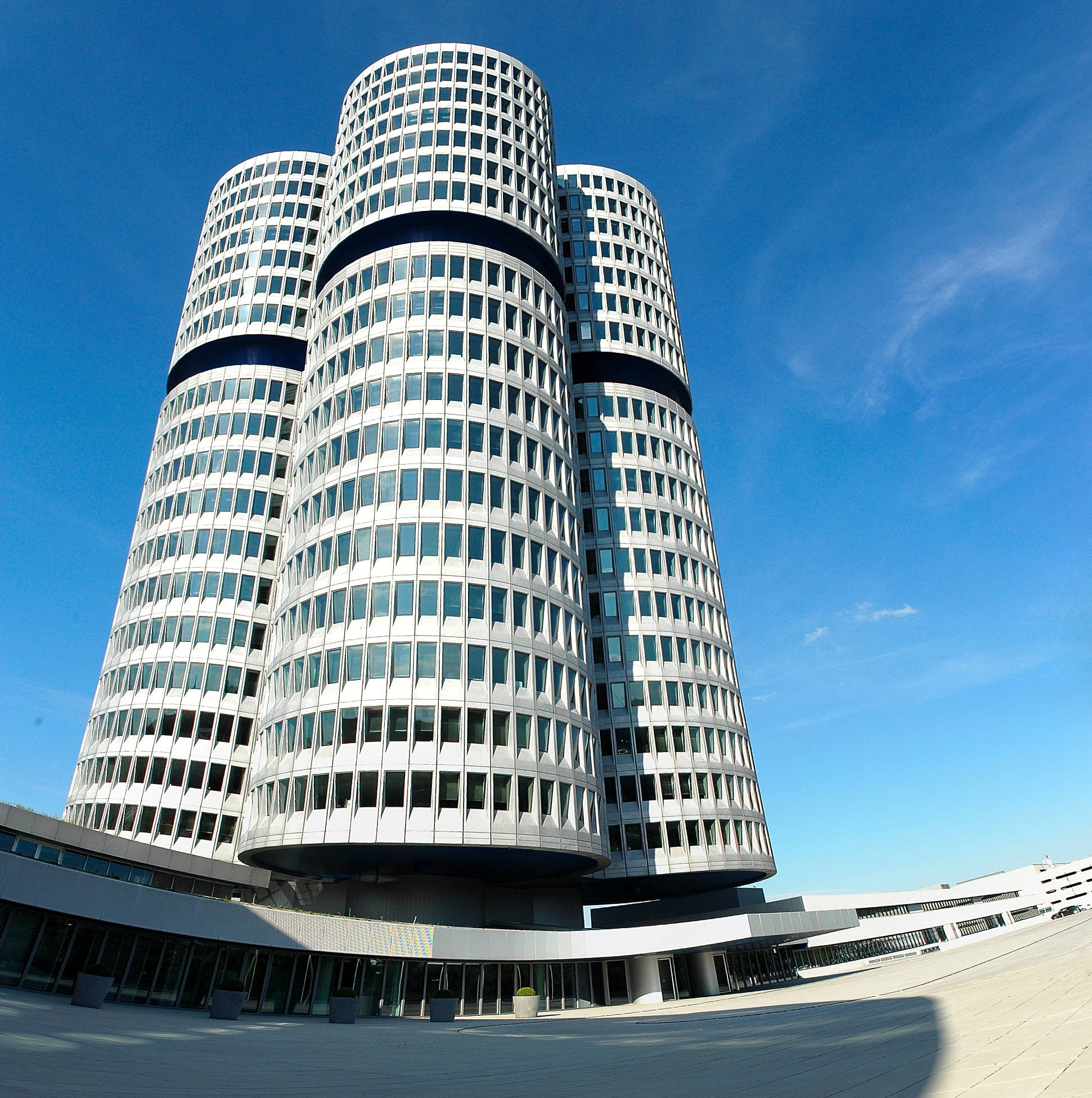
„Vierzylinder“ – Eingangsbereich der BMW-Zentrale

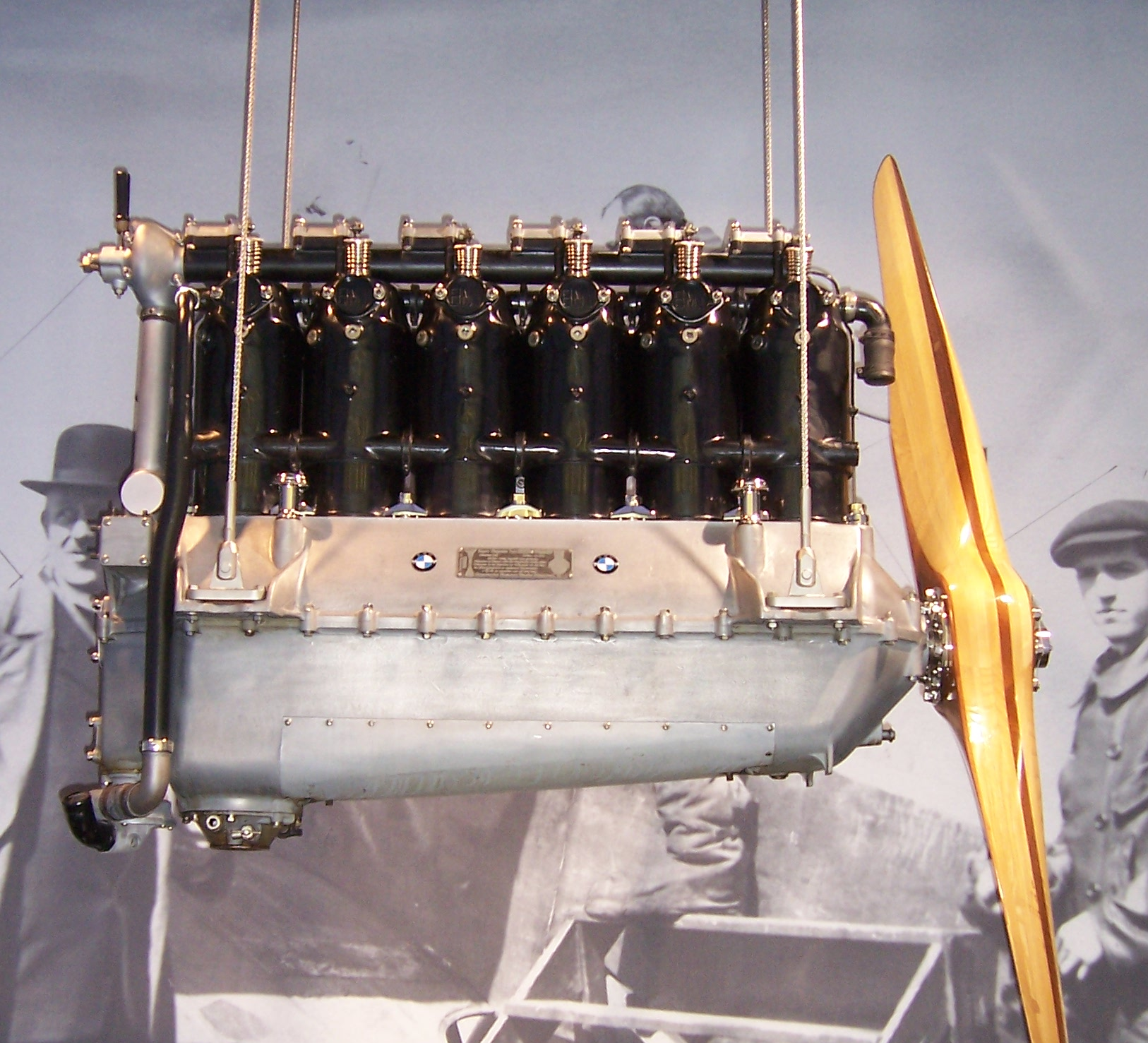
Mit dem Flugmotor BMW IIIa, 1917 von Max Friz entwickelt, wurde die Basis des BMW-Renommees gelegt

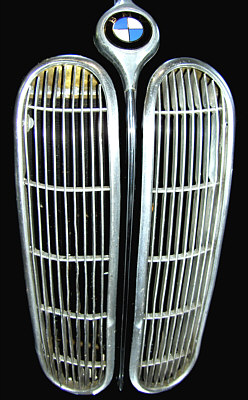
Stilistisches Merkmal der Pkw von BMW sind die Doppel-Nieren des Kühlergrills

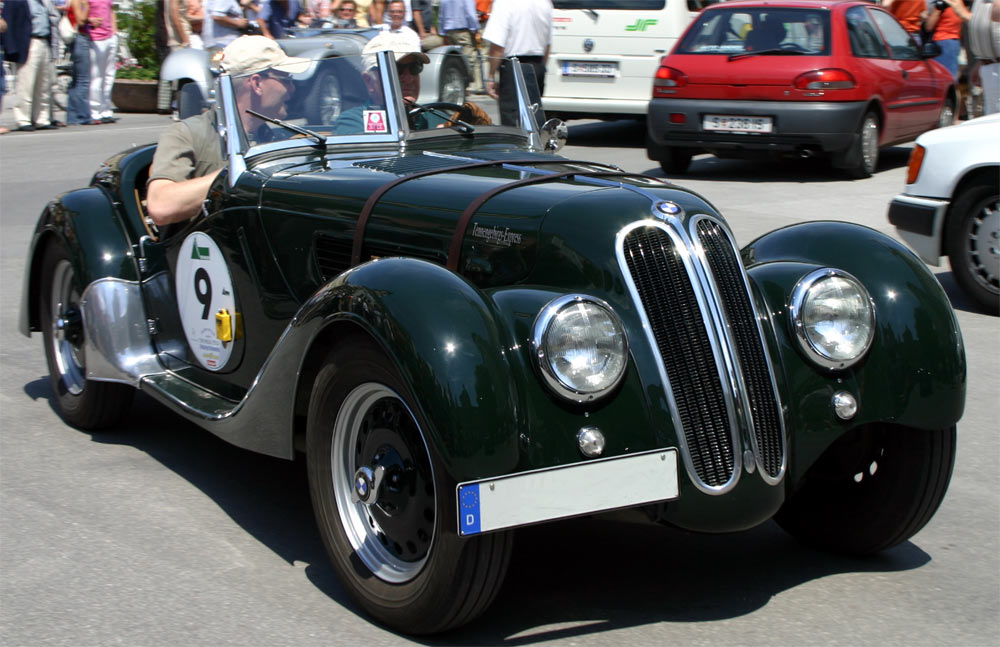
BMW 328

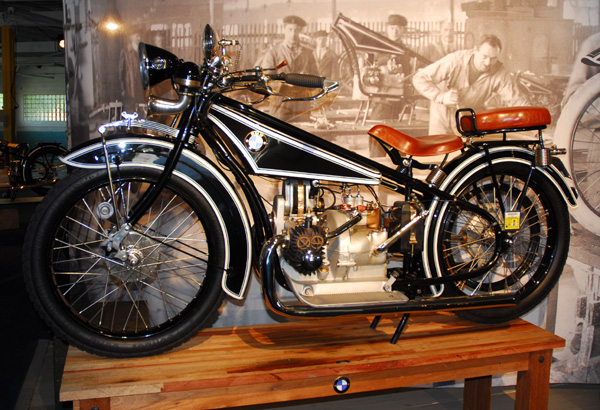
BMW R32

Die Bayerische Motoren Werke Aktiengesellschaft (BMW) ist ein börsennotierter Automobil- und Motorradhersteller mit Sitz in München, der auch als BMW Group auftritt. 
Die Produktpalette umfasst die Automobil- und Motorrad-Marke BMW, die Automarken Mini und Rolls-Royce sowie die BMW-Submarken BMW M und BMW i. BMW gehört mit 142 Milliarden Euro Umsatz und rund 159.000 Beschäftigten im Geschäftsjahr 2024 zu den größten Wirtschaftsunternehmen Deutschlands und zählt mit einem Jahresabsatz von 2,45 Millionen Automobilen und 210.385 Motorrädern im Jahr 2024 zu den 15 größten Kraftfahrzeugherstellern der Welt sowie zu den Top 6 nach Umsatz. Größte Anteilseigner mit zusammen etwa 48,5 % sind Susanne Klatten und Stefan Quandt, die der Industriellenfamilie Quandt angehören.

## Geschichte

### Beginn
Vorgänger von BMW war die 1913 von Karl Rapp gegründete Rapp Motorenwerke GmbH. Als „Grundlage seines Unternehmens“ kaufte Rapp die Firma des aus Berlin stammenden Philipp Dörhöfer, die sich in der Münchener Clemensstraße 46 befand. „Diese wieder herum hatte kurz zuvor in Chemnitz die Firma Schneeweis erworben. Schneeweis baute Flugmotoren unter anderem für den Luftschiffbauer Albert Paul Veeh. Im Zuge der Insolvenz von Veeh war Schneeweis in Schwierigkeiten geraten. Diese waren offensichtlich so groß, dass sich auch die Firma Dörhöfer an Schneeweis verhob und Rapp das Unternehmen übernahm, um Flugmotoren zu fertigen.“ Grund für Dörhöfers Übernahme von Schneeweis’ Firma war, dass sie schon Flugmotoren für die Luftschiffbau Veeh GmbH baute und er damit auf jahrelange Erfahrungen zurückgreifen konnte. Später schrieb er an seinen Sohn: „Der Ursprung der BMW ist die Firma Schneeweis in Chemnitz, die über den Luftschiffbau Veeh und das Flugwerk Deutschland, wo auch mein Name genannt ist, die Rapp-Motorenwerke hervorbrachten.“ Die daraus entstandene Rapp Motorenwerke GmbH änderte ihren Namen im April 1917 zunächst in BMW GmbH und ein Jahr später, nach der Umwandlung in eine Aktiengesellschaft, in BMW AG. Die bisherige GmbH ging in Liquidation. Die Errichtung der AG war mit der Heeresverwaltung abgesprochen. Der erste Geschäftsführer war bis 1942 Franz Josef Popp.
Im jungen Unternehmen machte sich der aufstrebende Ingenieur Max Friz schnell einen Namen: Er entwickelte 1917 den Flugmotor BMW IIIa mit Überverdichtung, die den Leistungsverlust in der Höhe verringert. Diese Konstruktion bewährte sich insbesondere im Jagdflugzeug Fokker D.VII so gut, dass BMW von der Heeresverwaltung einen Auftrag über 2000 Motoren erhielt. Am 17. Juni 1919 wurde mit einem BMW IV, einer Weiterentwicklung des BMW IIIa ein inoffizieller Höhenweltrekord (Deutschland war nicht Mitglied der FAI) von 9760 Metern erzielt.
Mit dem Ende des Ersten Weltkrieges und dem Versailler Vertrag schien zunächst das Ende des Unternehmens gekommen zu sein: Der Friedensvertrag verbot es für fünf Jahre, in Deutschland Flugmotoren – damals das einzige Produkt von BMW – herzustellen. Werbeinserate von 1920 zeigen jedoch, dass BMW nicht ganz dem Verbot folgte.
1922 verließ Hauptaktionär Camillo Castiglioni das Unternehmen und nahm die Namensrechte an BMW mit. Er ging zu den Bayerischen Flugzeugwerken (BFW). Diese waren aus den am 7. März 1916 registrierten Bayerischen Flugzeugwerken hervorgegangen, die sich wiederum aus dem Anfang des Jahres in Konkurs gegangenen Gustav-Otto-Flugzeugwerk von Gustav Otto, einem Sohn von Nikolaus Otto, entwickelt hatten. Dieser 7. März 1916 gilt in der offiziellen Unternehmensgeschichtsschreibung als Gründungsdatum von BMW. Mit dem Wechsel von Castiglioni werden aus den Bayerischen Flugzeugwerken (BFW) BMW, am Firmensitz Lerchenauer Straße 76, München 13. Das Unternehmen aber, das bis dahin BMW hieß, wurde zur Südbremse und später dann zur Knorr-Bremse.
1923 entwickelten Max Friz und Martin Stolle das erste BMW-Motorrad, die R 32, und legten damit den Grundstein für eine neue Produktionslinie: Motorräder. Friz brauchte für den Entwurf der R 32 nur fünf Wochen. Bis heute hat sich das Grundprinzip dieses Motorrades erhalten: Boxermotor und Kardanantrieb im Doppelrohrrahmen.
Ab 1924 wurden auch wieder Flugmotoren hergestellt. Der 1930 im Reichsbahn-Ausbesserungswerk Hannover-Leinhausen gebaute „Schienenzeppelin“ wurde von einem BMW-VI-Motor angetrieben.

### Start als Automobilhersteller in Eisenach
Im Jahr 1928 übernahm BMW die Fahrzeugfabrik Eisenach A. G., den Hersteller des Kleinwagens Dixi, und wurde so zum Automobilhersteller. Am 22. März 1929 produzierte BMW im thüringischen Eisenach sein erstes Serienautomobil. Das Modell hieß 3/15 PS bzw. DA 2 und war eine Weiterentwicklung des Modells Dixi 3/15 DA, das seinerseits ein modifizierter Lizenzbau des britischen Austin Seven war. Der Wagen wurde in Berlin mit einer von Ambi-Budd gelieferten Karosserie, die dem ebenfalls in Austin-Lizenz gebauten Rosengart ähnelte, montiert. 1932 folgte der erste „echte“ BMW der BMW AM-Baureihe mit der Bezeichnung AM1 (für „Automobilkonstruktion München Nr. 1“), d. h. die erste BMW-eigene Automobilkonstruktion, die gegenüber dem BMW 3/15 größer und technisch fortschrittlicher ausfiel (z. B. obengesteuerte Ventile, Vierradbremse, Schwingachse vorn). Die erste Neukonstruktion unter der BMW-Ägide war der 1933 vorgestellte 303 mit 1,2 Liter Sechszylindermotor, eine Konstruktion von Fritz Fiedler (1899–1972). Infolge des ab 1933 wieder stark erweiterten Flugmotorenbaus wurde die Auto- und Motorradsparte fast zum Nebenzweck. Trotzdem gelangen mit den Neuentwicklungen BMW 326 (1935), 327 (1937) und dem 1936 vorgestellten Sport-Roadster 328 attraktive Modelle. Besonders der 328 überzeugte nicht nur durch seine Konstruktion, sondern auch durch zahlreiche Erfolge bei Sportwagenrennen, unter anderem der Mille Miglia 1940. Dieses Modell begründete den Ruf von BMW als Hersteller sportlicher Automobile, der auch nach dem Krieg in Erinnerung blieb. In Großbritannien wurde der 328 als Frazer-Nash-BMW vermarktet, wobei Frazer Nash bereits seit 1934 als BMW-Generalimporteur für das britische Empire fungierte. Die Baupläne der 326/327/328-Reihe dienten später der Entwicklung des Bristol 400.

### Bis zum Ende des Zweiten Weltkriegs

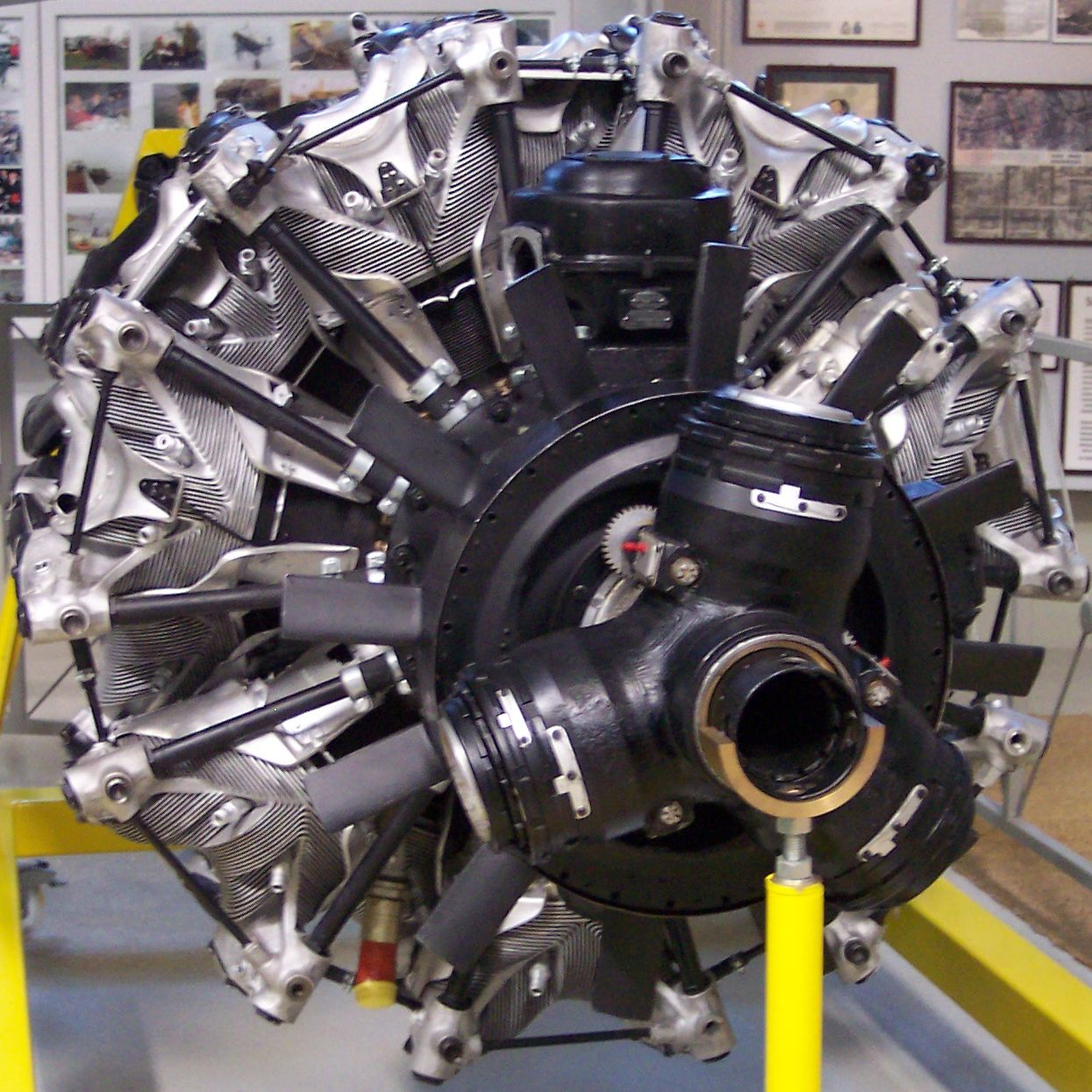
BMW 801

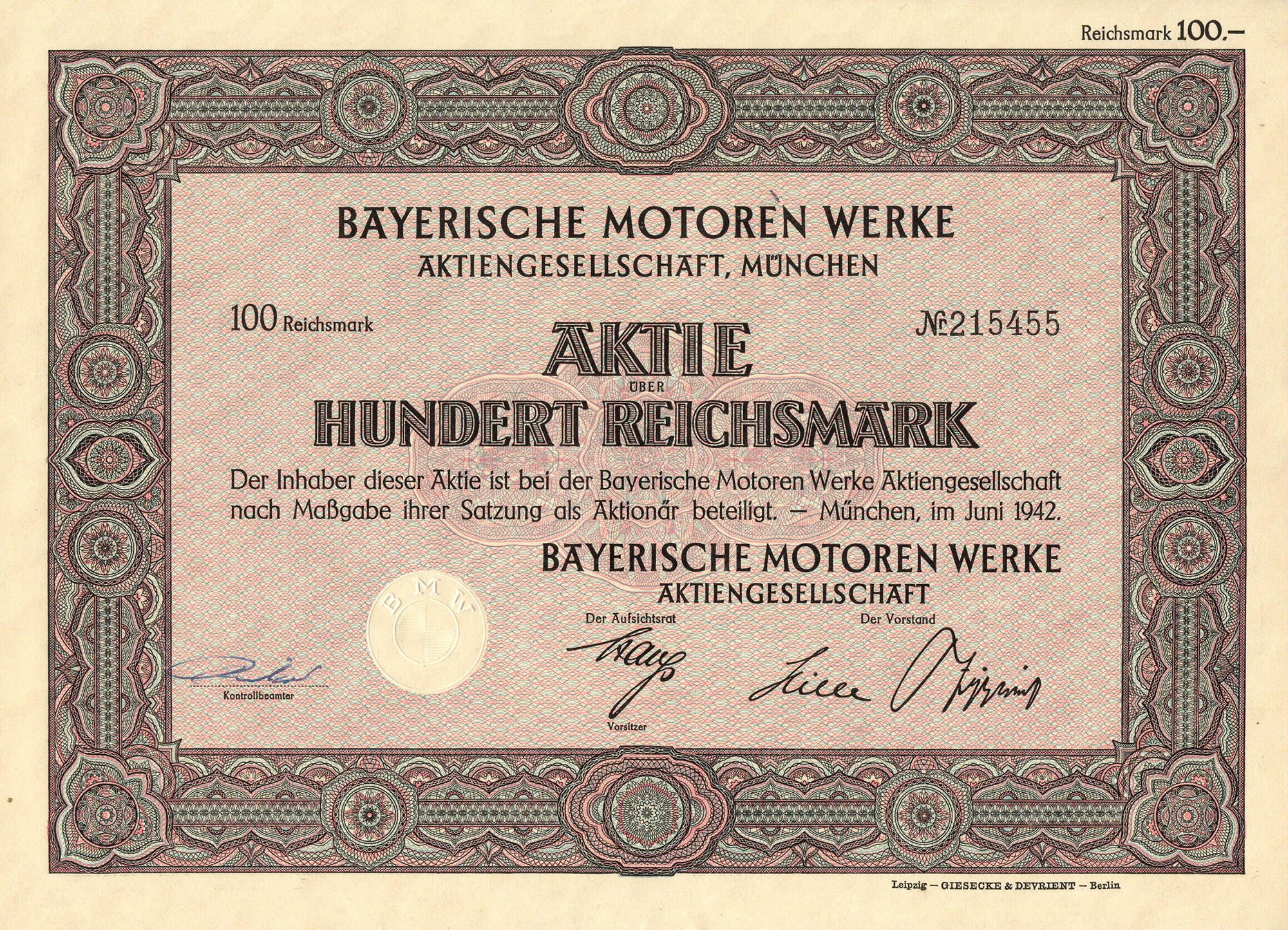
Aktie von BMW, 1942

Nach der Machtergreifung der Nationalsozialisten erfuhr BMW einen kräftigen Aufschwung durch die Kriegspläne Hitlers. Während Mitte 1933 noch 8357 Leute in der deutschen Flugzeug- und Flugmotorenindustrie ihren Arbeitsplatz hatten, war die Beschäftigtenzahl Ende 1938 auf fast 180.000 angewachsen. An diesem Aufschwung partizipierte auch BMW. Der Umsatz des Unternehmens betrug 32,5 Millionen Reichsmark (RM) im Jahr 1933 und steigerte sich bis 1939 auf 280 Millionen RM. Der Flugmotorenbau bei der 1934 neu gegründeten Tochtergesellschaft „BMW Flugmotorenbau GmbH“ erfolgte in der neuen BMW Flugmotorenfabrik Allach GmbH (heute MTU Aero Engines) und der BMW Flugmotorenfabrik Eisenach GmbH (Dürrerhof – nach Kriegsende demontiert). Dieser trug 1939 allein 190 Millionen RM zum Umsatz bei. Mit der Übernahme der Brandenburgischen Motorenwerke in Berlin-Spandau im Jahr 1939, die anschließend als BMW Flugmotorenwerke Brandenburg GmbH firmierten, und der Gründung der Niederbarnimer Flugmotorenwerke GmbH im Jahr 1941 mit Standorten in Zühlsdorf und Basdorf expandierte der Geschäftsbereich Flugmotoren auf 90 Prozent des gesamten Umsatzes. Im Jahr 1944 wurden 750 Millionen RM Umsatz von zirka 56.000 Beschäftigten, rund 50 Prozent davon waren Zwangsarbeiter, erwirtschaftet.
In den Werken München und Eisenach wurden „schwere Wehrmachtsgespanne“ (Motorräder BMW R 75 mit angetriebenem Beiwagen) und zwischen 1937 und 1940 der leichte geländegängige Einheits-PKW BMW 325 gebaut. Letzter musste nach Vorgaben der Wehrmacht in weitgehend identischer Konstruktion auch von Stoewer und Hanomag hergestellt werden.
Im Rahmen der Aufrüstung wurde ab 1936 ein neues Werk in Allach nahe München errichtet. Das Werk München-Allach wurde von Beginn an in Tarnbauweise gebaut, war als reines Flugmotorenwerk konzipiert und war bis 1938 vor allem als Ergänzung zum Werk München gedacht. Ab 1940/41 wurde das Werk massiv erweitert und die Serienfertigung von Flugmotoren begonnen. BMW setzte dort zum Ausbau des Werkes und zur Fertigung von Flugmotoren Zwangsarbeiter und ab 1942 auch KZ-Häftlinge ein. Untergebracht waren diese in Zwangsarbeitslagern und im KZ-Außenlager München-Allach des KZ Dachau. 1944 waren im Werk Allach 17.313 Menschen beschäftigt, davon waren 11.623 (67,1 %) Zwangsarbeiter.
Der bis zu 2000 PS (1467 kW) starke Doppel-Sternmotor BMW 801 war einer der wichtigsten deutschen Flugmotoren. Er wurde unter anderem in die Focke-Wulf Fw 190 und Junkers Ju 88 eingebaut. Zeitweise waren in seiner Produktion zur Hälfte russische Zwangsarbeiter eingesetzt. Stückzahl und Leistung der BMW-801-Motoren mussten gesteigert werden. Erst im Jahr 1943 konnte das Unternehmen das gewünschte Produktionssoll erfüllen. Die Luftwaffe beklagte indessen unter anderem Kolbenfresser, Ventilschäden oder Kipphebelbrüche bei diesem Motor. Weitere Flugmotoren waren der BMW 132, BMW 802 und BMW 803.
Die Situation des Unternehmens war durch den Krieg aber auch beeinträchtigt. Allein im Frühjahr 1943 wurden 6189 Beschäftigte zur Wehrmacht eingezogen, was den Verlust wichtigen Fachwissens in der Produktion bedeutete. Ausgeglichen wurde dies durch zunehmenden Einsatz von KZ-Häftlingen. Luftangriffe der Alliierten auf die kriegswichtigen Werke in Milbertshofen (Stammwerk) und Allach (neues Flugmotorenwerk) störten die Motorenherstellung empfindlich. Das Reichsluftfahrtministerium verfügte, in dem sieben Kilometer langen Tunnel der Eisenbahnstrecke Sélestat – Saint-Dié bei Markirch im Elsass die Fertigung fortzusetzen. 1016 Maschinen wurden dorthin transportiert und 3000 Menschen in neuer Umgebung eingesetzt. Mit dem Näherrücken der Alliierten wurde dieses Projekt wieder beendet und die Herstellung nach Süddeutschland verlagert, mit angeschlossenen KZ-Außenlagern. In Kempten (Allgäu) wurde das Werk des Zulieferers Helmuth Sachse KG zur Zahnradfertigung bestimmt, in Blaichach wurden Pleuelteile für Flugmotoren erzeugt, weitere Produktionsstätten in Kaufbeuren, Immenstadt und den oberbayerischen Orten Trostberg und Stephanskirchen eingerichtet.

### Nachkriegszeit

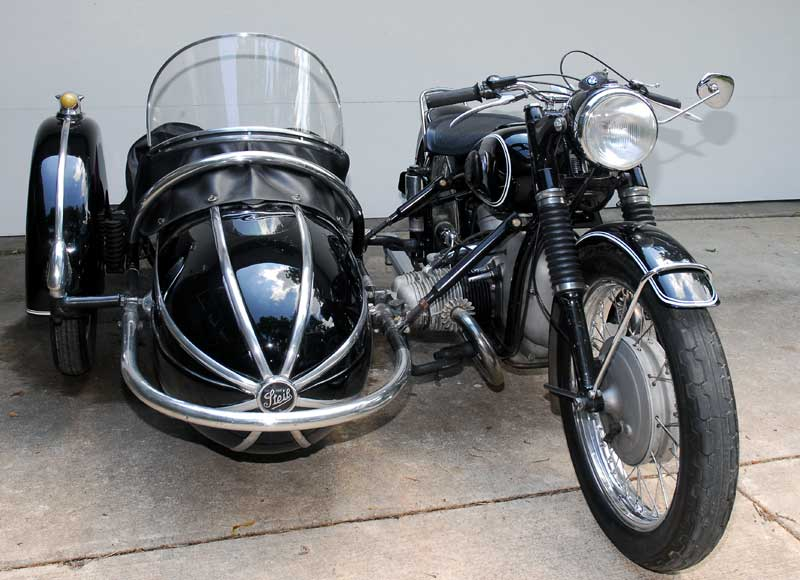
R 68 (1954) mit Steib-Seitenwagen (1951)

1945 war das Münchner Stammwerk fast völlig zerstört und die Fahrzeugfabrik in Eisenach von der Sowjetischen Besatzungsmacht übernommen worden. Da das Eisenacher Automobilwerk im Besitz aller Produktionswerkzeuge war, konnte es sofort nach dem Krieg die Vorkriegs-Typen wieder anbieten. Dies geschah zunächst auch unter dem Namen „BMW“. Da BMW in München es nicht hinnehmen wollte, dass unter diesem Namen Autos angeboten wurden, ohne auf deren Produktion Einfluss zu haben, ließ man den Eisenachern 1951 das Führen des Namens „BMW“ gerichtlich verbieten. Die Eisenacher Fabrikate wurden daraufhin unter dem Namen „EMW“ (Eisenacher-Motoren-Werk) angeboten. 1952 wurde das Werk zum Volkseigenen Betrieb (VEB) erklärt. Aufgrund zentraler Planvorgaben wurde das Eisenacher Werk gezwungen, die Produktion größerer Viertaktwagen zugunsten kleinerer Zweitakt-Fahrzeuge auf Basis des IFA F 9 umzustellen. 1955 rollten die letzten EMW 340 vom Band. Fortan produzierte der nunmehr VEB Automobilwerk Eisenach genannte Betrieb den Wartburg.
In München waren bis dato keine Automobile produziert worden, zusätzlich war das Stammwerk zerbombt und von Demontagen betroffen. Zunächst hielt sich das Unternehmen mit der Fabrikation von Motorrädern, Kochtöpfen und Fahrzeugbremsen über Wasser. 1948 brachte BMW mit der R 24 sein erstes Motorrad nach dem Krieg auf den Markt, 1952 gefolgt vom BMW 501, einem exklusiven Oberklassewagen mit Sechszylindermotor. Der ab 1954 auch mit V8-Motor als BMW 502 erhältliche Pkw erhielt wegen seiner geschwungenen Karosserieform bald den Spitznamen „Barockengel“. Die Produktion des Typs war so aufwendig, dass BMW bei jedem verkauften Exemplar zirka 4000 DM Verlust einfuhr. Ein weiteres Problem war der ab Mitte der 1950er Jahre stark rückläufige Motorrad-Absatz. Auch der 1955 in Produktion genommene Kleinstwagen Isetta, eine Lizenzproduktion des italienischen Herstellers Iso Rivolta, konnte die sich schnell verschärfende Finanzkrise nicht abwenden. 1957 wurde das alte Werk 2 in München-Allach an MAN verkauft.

### Krise und Beinaheübernahme
Nachdem in den Geschäftsjahren 1958 und 1959 hohe Verluste erwirtschaftet worden waren, kam es zu der dramatischen Hauptversammlung vom 9. Dezember 1959. Vorstand und Aufsichtsrat, beide von der Deutschen Bank eingesetzt, legten ein Angebot vor, nach dem BMW an die Daimler-Benz AG (Großaktionär ebenfalls Deutsche Bank) verkauft und die Kleinaktionäre fast enteignet worden wären. Das Schicksal von BMW schien besiegelt, da die Deutsche Bank dank des Depotstimmrechts etwa die Hälfte des Aktienkapitals vertrat. Aber es kam anders: Eine Ablehnungsfront, gebildet aus Belegschaft und Betriebsräten, BMW-Händlern und Kleinaktionären, wehrten das Übernahmeangebot ab, indem sie mit Hilfe des Darmstädter Aktionärs und Kohlenhändlers Erich Nold (1928–1995) sowie des Frankfurter Rechtsanwalts Friedrich Mathern die Bilanz anfechten ließen, wofür 10 Prozent der Stimmen genügten. Die Bilanz war in der Tat fehlerhaft, da in ihr die Entwicklungskosten für das neue Modell 700 innerhalb eines Jahres abgeschrieben worden waren.
Für ein Sanierungs- und Investitionsprogramm benötigte BMW dringend Kapital, welches 1958 durch die Ausgabe von Schuldverschreibungen im Wert von 15 Millionen Mark eingeworben wurde. Nachdem sich für die Papiere zunächst keine Käufer fanden, kaufte der Bremer Unternehmer Hermann Krages, der bereits 25 Prozent an BMW besaß, sämtliche Schuldverschreibungen auf.

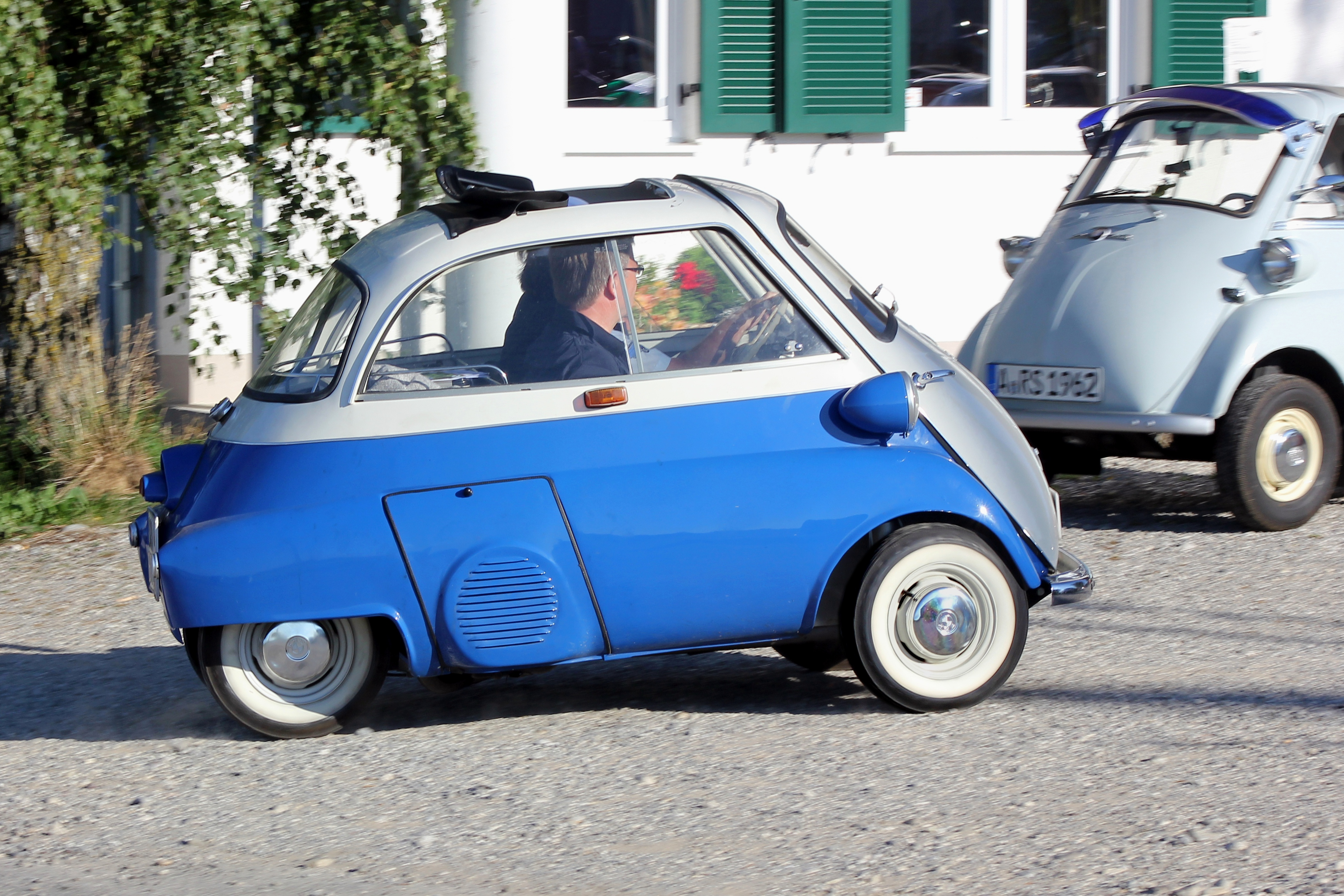
Zwischen Kleinstwagen …
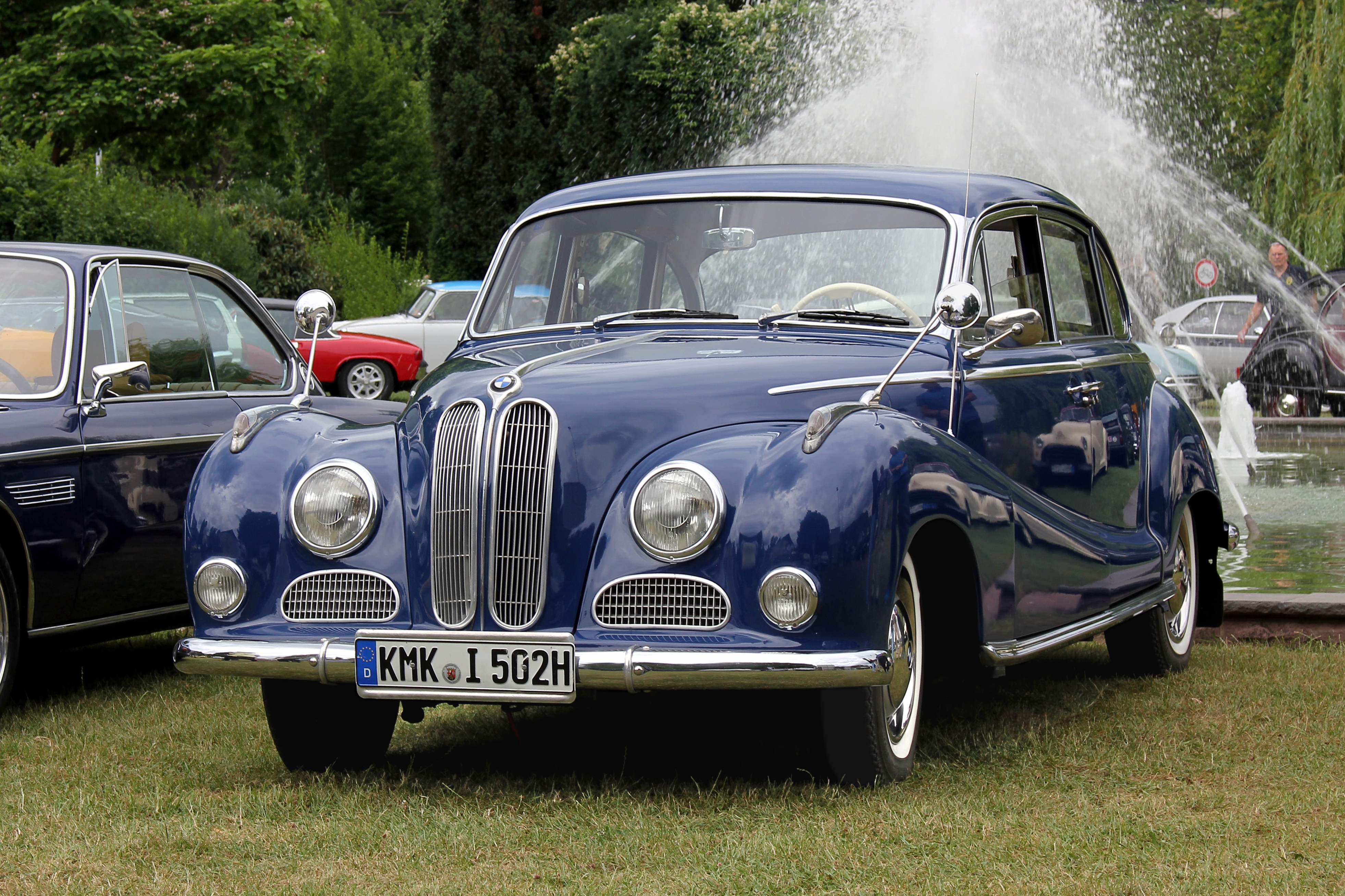
… und Oberklasse klaffte eine Lücke
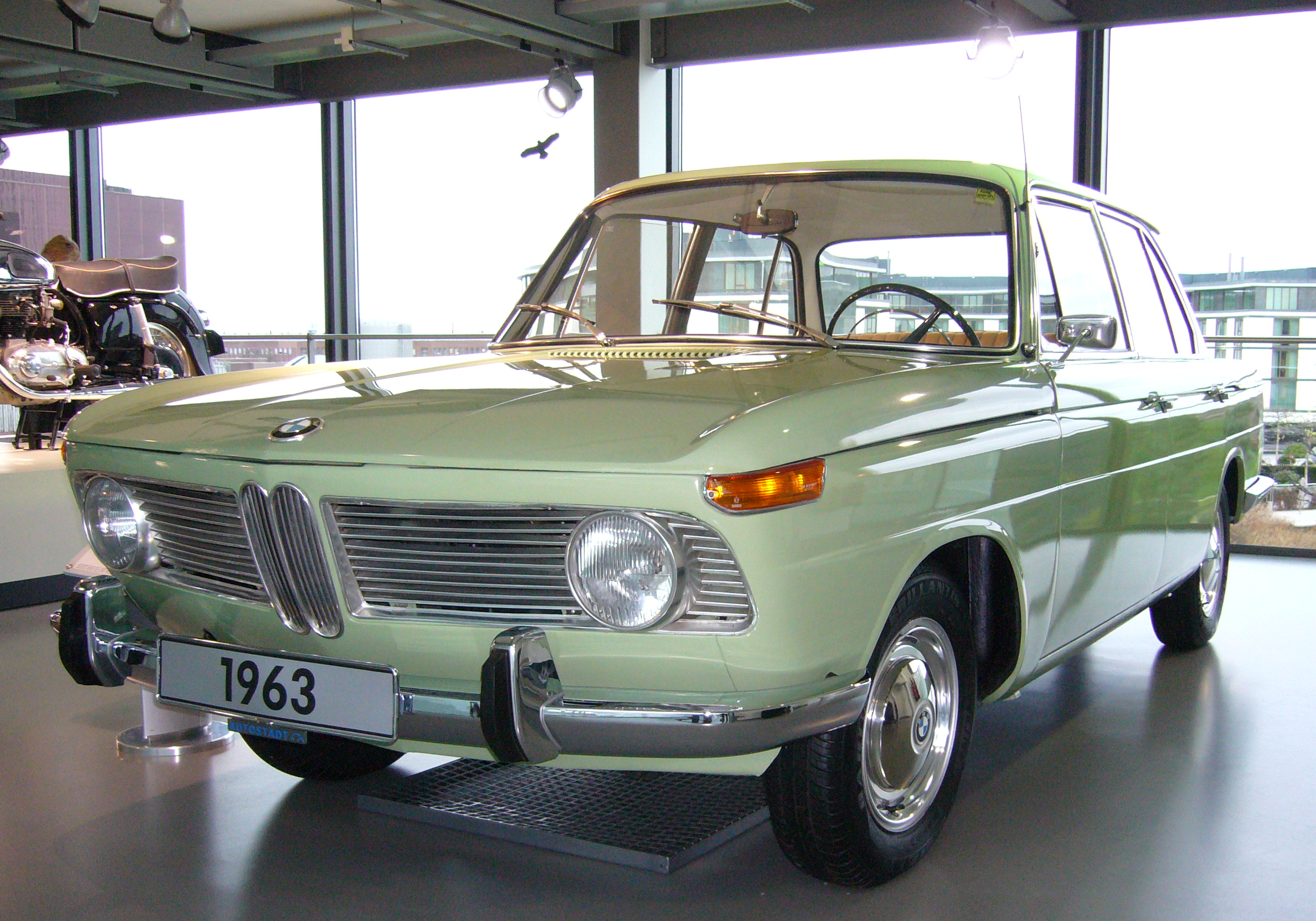
Das erste Modell der erfolgreichen „Neuen Klasse“: BMW 1500
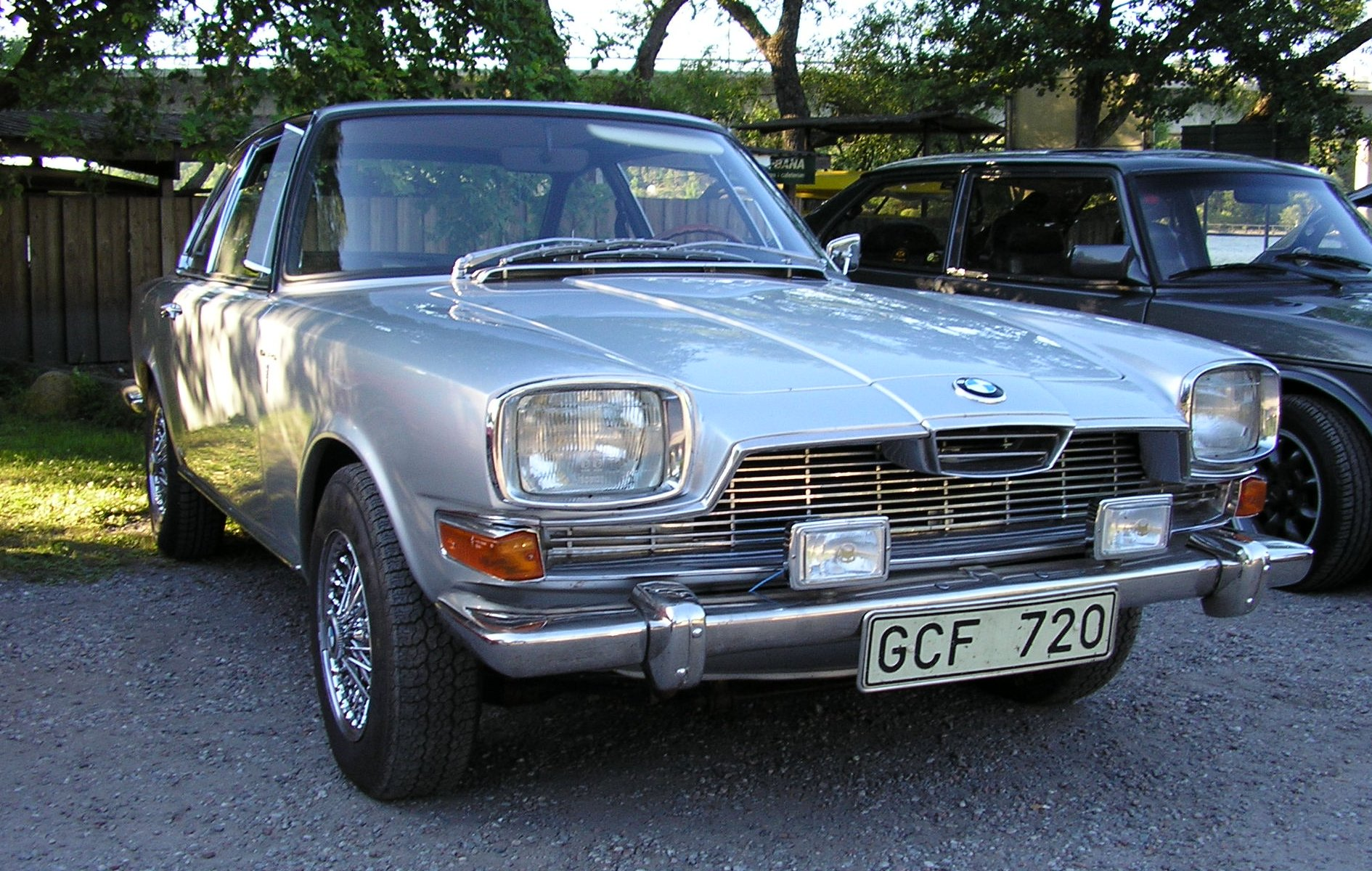
Glas/BMW 3000 V8 (1967)

### Beginn des Wiederaufstieges und Glas-Übernahme
BMW blieb selbstständig, aber Anfang 1960 fehlte noch immer das dringend benötigte Mittelklassemodell, für dessen Verwirklichung es weiterhin an der Finanzierung mangelte. Hier trat der Industrielle Herbert Quandt aus Bad Homburg vor der Höhe auf den Plan. Er erklärte sich bereit, nach einem Kapitalschnitt eine anschließende Kapitalerhöhung durchzuführen, bei der er die nicht verkauften Aktien selbst übernehmen werde. Dies geschah auch, der Kapitalanteil der Quandt-Gruppe stieg auf ca. 60 Prozent und die Banken verloren ihren Einfluss bei BMW. Dadurch sowie durch die Übernahme der Hälfte der Anteile an der BMW-Tochtergesellschaft Triebwerkbau GmbH und ein Darlehen in Höhe von 20 Millionen DM durch die MAN (Maschinenfabrik Augsburg-Nürnberg) bekam BMW ausreichende finanzielle Mittel für die Umsetzung des neuen Mittelklassemodells, das Limousinencharakter mit hoher Motorleistung vereinen sollte. In diesem Segment fiel durch den Konkurs von Borgward 1961 ein Mitbewerber aus dem Markt.
1961 stellte das Unternehmen den völlig neu entwickelten BMW 1500 der „Neuen Klasse“ vor. Nach einigen Anfangsschwierigkeiten wurde der Typ durch die Modelle BMW 1600, 1800 und 2000 ergänzt und zu einem großen Erfolg, der durch Siege bei Tourenwagenrennen verstärkt wurde. Der Wiederaufstieg von BMW kam mit den 1966 vorgestellten zweitürigen „Null-Zwei“ Typen 1602, 1802, 2002, 2002ti/tii endgültig in Fahrt. Der Erfolg führte zu einem größeren Personalbedarf, so dass sich 1960 das Unternehmen entschied, vor allem Arbeitnehmer aus Griechenland anzuwerben, diese stellten 1967 bereits 52 % der ausländischen Beschäftigten. BMW unterschied bei der Bezahlung nicht nach Nationalität, was damals eine Besonderheit darstellte.
1967 wurde die Hans Glas GmbH in Dingolfing übernommen und zu einem eigenen Produktionsstandort ausgebaut. Einige Modelle aus dem Produktprogramm von Glas wurden noch eine Zeit lang weiterproduziert. Sie trugen den Markennamen BMW-Glas und das BMW-Logo. Mit dem Auslaufen dieser Modelle wurde auch der Name Glas aufgegeben.
1968 wurde der Oberklassewagen 2500 mit Sechszylindermotor vorgestellt, später die Modelle 2800 und 3.0 SI.

### Ära Kuenheim

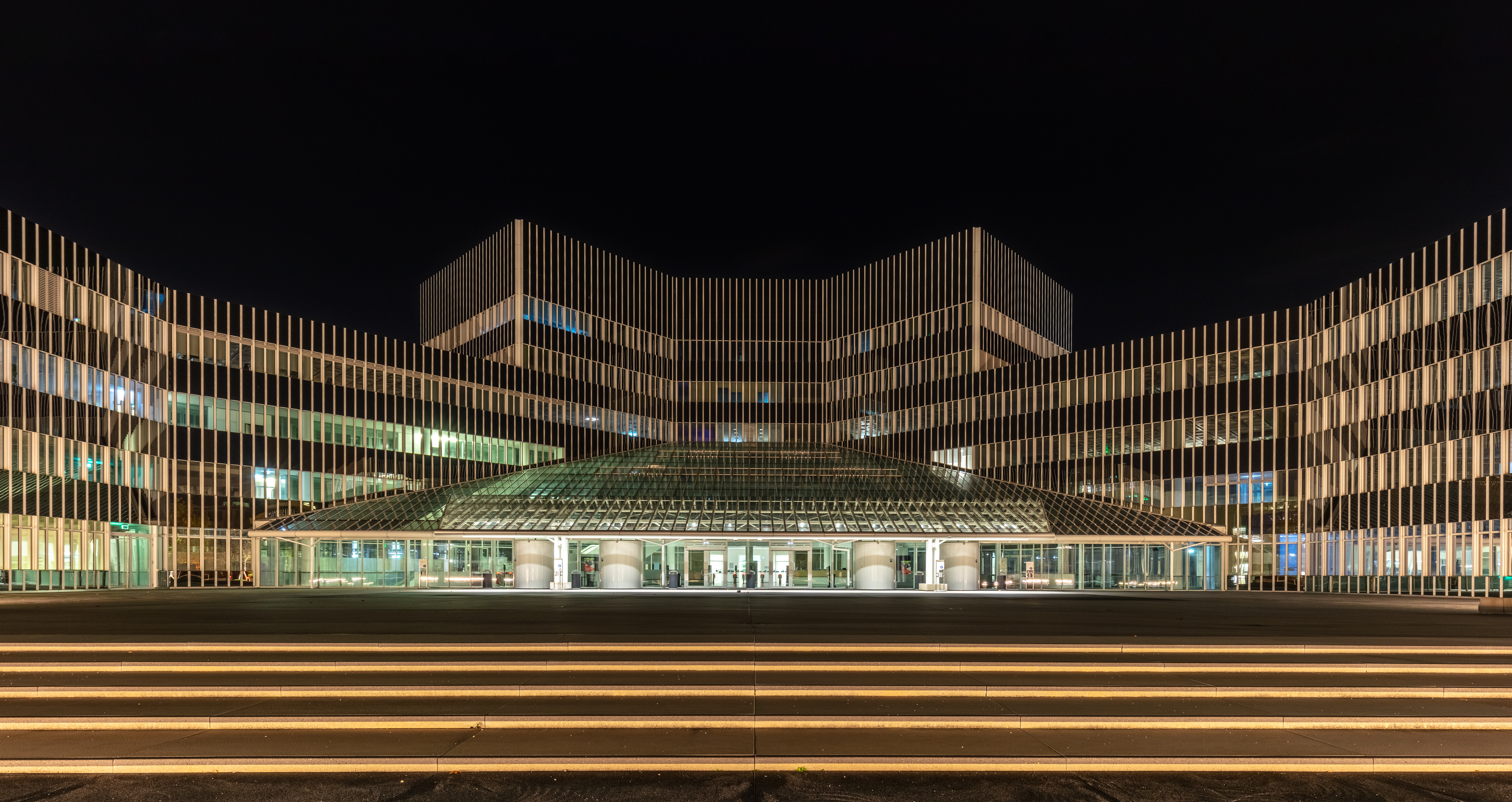
BMW FIZ

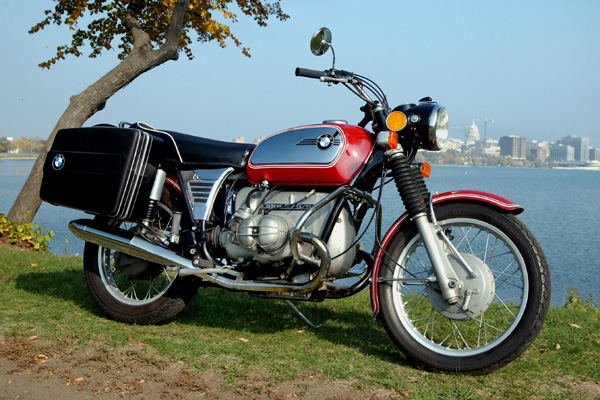
BMW R75/5 (1973½)

In den Jahren 1970 bis 1993 war Eberhard von Kuenheim Vorstandsvorsitzender. Unter seiner Ägide stieg der Umsatz mit vielen neuen Modellreihen auf das 18fache auf rund 28 Milliarden DM, die Pkw-Produktion auf das Vierfache und die Motorradfertigung auf das Dreifache. Die Mitarbeiterzahl wuchs in derselben Zeit von rund 23.000 auf 71.000. Neue Produktionsstandorte entstanden in Deutschland (Regensburg, Berlin-Spandau), Österreich, Südafrika und in den USA.
1973 wurde der sogenannte „Vierzylinder“ bezogen, das neue, von dem Wiener Architekten Karl Schwanzer entworfene Hauptverwaltungsgebäude in der Nähe des Münchener Olympiageländes. Im Frühjahr 1990 wurde das „Forschungs- und Innovationszentrum“ (FIZ) eröffnet, die „Denkfabrik“ von BMW mit über 6000 Arbeitsplätzen. In den ersten Jahren stand die Abkürzung für „Forschungs- und Ingenieurzentrum“, seinen heutigen Namen erhielt es erst Ende der 90er Jahre.
In die Ära von Kuenheim fallen auch mehrere Versuche, das Unternehmen zu diversifizieren und breiter aufzustellen. So wurden u. a. eine Roboterfirma, ein Software-Hersteller (Softlab), ein Chemiespezialist und 1990 die Luftfahrtsparte der Klöckner-Humboldt-Deutz AG übernommen. Während sich die erstgenannten Aktivitäten als Fehlschläge erwiesen und wieder verkauft wurden, wurde die KHD Luftfahrttechnik in das Gemeinschaftsunternehmen BMW Rolls-Royce AeroEngines GmbH eingebracht. Damit war die BMW AG über ihre Tochter zumindest für ein knappes Jahrzehnt wieder ein Luftfahrtunternehmen. Im Zuge der gescheiterten Übernahme des britischen Automobilherstellers Rover Mitte der 1990er Jahre und der damit einhergehenden Finanzierungsprobleme wurde der 51-Prozent-Anteil von BMW dann allerdings an Rolls-Royce plc veräußert.

### Rover-Debakel
Anfang der 1990er Jahre glaubte man bei BMW, langfristig nur als großer Volumenhersteller auf dem Weltmarkt überleben zu können. Um nicht selbst eine Frontantriebsplattform und die dazu notwendigen technischen Komponenten entwickeln zu müssen und um die nötigen Fertigungskapazitäten zu gewinnen, übernahm BMW 1994 deshalb die britische Rover Group mit ihren Automarken Rover, MG, Mini und Land Rover. Dies erwies sich jedoch als folgenschwere Fehlentscheidung, die BMW insgesamt neun Milliarden Deutsche Mark und den Vorstandsvorsitzenden Bernd Pischetsrieder seinen Posten kostete.
Die Zusammenarbeit mit der Rover Group funktionierte von Anfang an nicht reibungslos. Die Werke schrieben Verluste, die durch die dreißigprozentige Aufwertung des Britischen Pfunds gegenüber der Deutschen Mark im Zeitraum von 1994 bis 2000 noch verstärkt wurden. Die noch im Joint Venture mit Honda entstandene Modellpalette von Rover erwies sich als veraltet und zu konservativ und damit als wenig attraktiv. Auch die Verarbeitungsqualität ließ zu wünschen übrig. Die Fabriken waren weitgehend veraltet, zu klein und personell überbesetzt. Dazu kamen große Schwächen im Vertrieb, so dass die erwarteten Verkaufszahlen nicht erreicht wurden. Hinzu kam der „Inhouse“-Wettbewerb, denn die Fahrzeuge von Land Rover machten der 1999 von BMW neu eingeführten SUV- oder X-Modellpalette (damals nur dem X5) Konkurrenz.
Aus diesen Gründen zog BMW am 16. März 2000 die Konsequenzen und beendete das Projekt Rover. MG-Rover wurde für die symbolische Summe von zehn Pfund Sterling an eine britische Investorengemeinschaft verkauft. Land Rover ging an Ford, aber für einen wesentlich höheren Preis als jenem bei der Veräußerung von MG-Rover, weil der neue Range Rover schon fertig entwickelt war. Allerdings verkaufte der Automobilhersteller Ford das Unternehmen Land Rover im März 2008 an die indische Tata-Gruppe, wobei der britische Autobauer Jaguar von Tata mit übernommen wurde. In der BMW Group verblieb aus der einstigen Übernahme als einzige die Kleinwagen-Marke Mini.

### Rolls-Royce
Im Jahr 2003 erhielt BMW die Markenrechte für Rolls-Royce-Automobile von Rolls Royce plc und konnte dann damit die bereits fertig entwickelte Luxus-Limousine mit dem Namen Phantom auf den Markt bringen, für den eigens ein neuer Stammsitz in Goodwood, England, geschaffen wurde. Das ehemalige Werk in Crewe fertigt seitdem nur noch Automobile der ehemaligen Geschwister-Marke Bentley, die bei Volkswagen verblieb.

### Wasserstoff-Fahrzeuge

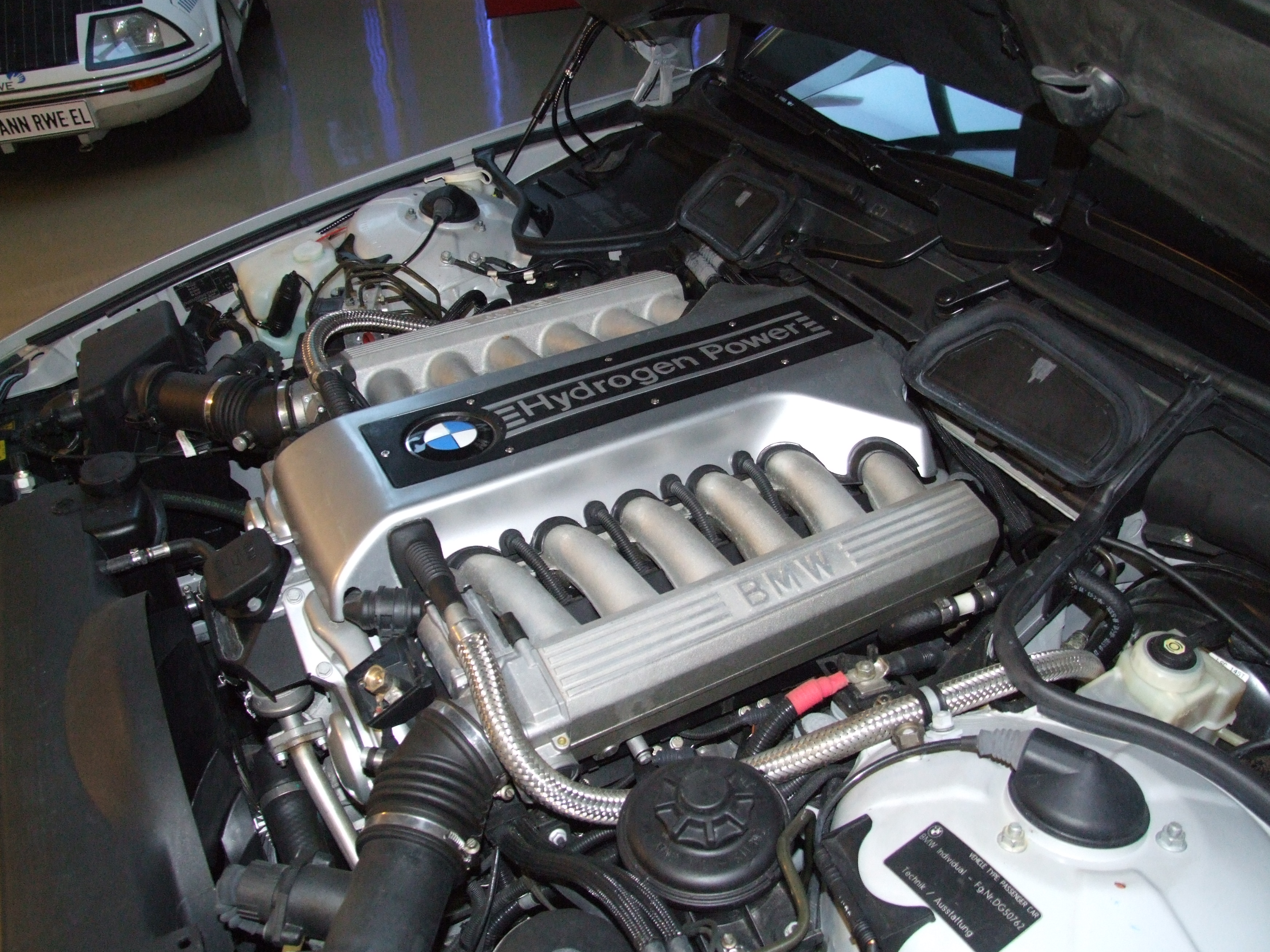
M73-Motor für Wasserstoff im E38

BMW entwickelte weltweit als Erster alltagstaugliche Wasserstoff-Fahrzeuge. Weil aus Kostengründen Brennstoffzellen für den Serieneinsatz nicht in Frage kamen, setzte BMW auf die Verbrennung des Wasserstoffes (H2) mit dem Oxidationsmittel Sauerstoff (O2) aus der Umgebungsluft.
Bereits zur Expo 2000 drehten die ersten 15 „Wasserstoff-Modelle“, nämlich 750i (E38) mit zusätzlichem Wasserstofftank, ihre Runden auf dem Expo-Gelände. Im Jahr 2007 wurden bereits weitere 100 Fahrzeuge des Modells 760Li (E68) mit drucklosem Flüssig-H2-Tank, Betankungs- und Motortechnik für Wasserstoffbetrieb ausgerüstet und als BMW Hydrogen 7 an Prominente und Politiker verleast.
Im Dezember 2009 ließ BMW den Wasserstoff-Praxistest auslaufen.
Etwa 2012 befasste sich BMW dann mit der Nutzung von Wasserstoff in Brennstoffzellen. 2015 zeigte BMW einen elektrisch angetriebenen BMW-5er-GT-Versuchsträger, der in dem von BMW entwickelten Tank so viel des Energieträgers in tiefkalter Form speichern kann, dass eine Reichweite von 500 km möglich wurde. Eine kleine Versuchsflotte aus vier solcher Fahrzeuge wurde zur Erprobung in Europa aufgebaut. BMW hielt den Serieneinsatz ab 2020 für möglich, abhängig vom Ausbau der Infrastruktur an Wasserstoff-Tankstellen.
2019 wurde von BMW erneut ein Brennstoffzellenfahrzeug angekündigt, das wieder mit einem von Toyota gelieferten Brennstoffzellen-Stack arbeitet und Ende 2022 in Kleinserie gebaut werde. Die ersten Prototypen des „i-Hydrogen Next“, der auf dem SUV X5 basiert, starteten im Juni 2021 zur Erprobung. Das Fahrzeug wird mit einer Gesamtleistung von 225 kW  (306 PS) angegeben, wobei seine Brennstoffzelle nur 125 kW (170 PS) leistet, und die für „dynamische Beschleunigungsmanöver und Zwischenspurts zum Überholen“ notwendige zusätzliche Leistung aus einer Leistungspuffer-Batterie geholt wird.

### project i
2008 wurde der unternehmensinterne Thinktank project i beauftragt, um das Unternehmen auf die zukünftigen Rahmenbedingungen der Mobilität auszurichten. Aufgabe von project i war die Erarbeitung eines Lösungsansatzes für eine nachhaltige Mobilität mit Fokus auf urbane Mobilität und Elektromobilität.
Schwerpunkte der Projektarbeit von project i waren:
- Analyse der Mobilitätsanforderungen aller beteiligten Stakeholder im Rahmen von Dialogveranstaltungen in internationalen Metropolen.[47]
- Untersuchung des Verhaltens und des Erlebnisses von Elektrofahrzeug-Nutzern. Dazu wurden die in geringen Stückzahlen gebauten Mini E und BMW ActiveE Pilotflotten in internationalen Feldversuchen eingesetzt.[48][49]
- Entwicklung von disruptiven elektrifizierten Fahrzeug-Konzepten inklusive der zugehörigen Produktions- und Vertriebsprozesse.[50]
- Entwicklung innovativer Mikromobilitätskonzepte wie Pedelecs oder E-Scooter.[51][52]
- Entwicklung von innovativen Lösungen für das Laden von Elektrofahrzeugen wie z. B. gesteuertes Laden, die Verzahnung zwischen Elektromobilität und nachhaltiger Energiewirtschaft wie z. B. Vehicle to Grid (V2G)[53] oder die Zweitnutzung von Batterien im Energienetz (Battery 2nd Life)[54].
- Entwicklung von Messmethoden zur ganzheitlichen Öko-Bilanzierung von Elektrofahrzeugen (well-to-wheel, unter Berücksichtigung der Wertschöpfungskette).[55]
- Positionierung der E-Mobilität im sportlichen Bereich (z. B. durch Mini E Race, Begleitfahrzeuge für Formula E).[56][57]

Zu den bekanntesten Ergebnissen von project i gehören der elektrisch angetriebene BMW i3, der Plug-in-Hybrid Supersportwagen BMW i8 sowie der Elektromotorroller BMW C evolution. Nach dem Serienanlauf von BMW i3 und i8 wurde project i in die neue Produktlinie BMW i überführt.

### Auswirkungen des Russland-Ukraine-Krieges
Infolge des Russland-Ukraine-Kriegs wurde vorerst die lokale Produktion in Russland und der Export für Fahrzeug- und Motorradlieferungen für den russischen Markt eingestellt. Im Geschäftsbericht 2021 wurde mitgeteilt, dass die Invasion russischer Truppen in die Ukraine Liefereinschränkungen bei Komponenten aus der Ukraine ausgelöst habe, die bereits zu Produktionsanpassungen und -unterbrechungen in mehreren Werken geführt hätten. Sollte die militärische Auseinandersetzung länger andauern, ergäben sich spürbare Auswirkungen auf den Absatz.

## Unternehmenslogo
Beim Markenzeichen der Bayerischen Motoren Werke hielt man sich an die Zeichensprache des Logos des Vorgängerunternehmens Rapp Motorenwerke GmbH. Der schwarze Ring trägt nun die Buchstaben B M W. Im runden Mittelfeld tritt anstelle eines stilisierten Rappen (eine Springer-Figur aus einem Schachspiel) ein viergeteilter Kreis auf. Dieser wurde in Anbetracht des ersten Namensbestandteiles in den bayerischen Landesfarben gestaltet. Da jedoch privaten Unternehmen der Gebrauch von Hoheitszeichen des Staates gesetzlich verboten war, behalf man sich, indem man die Reihenfolge der Farben vertauschte. Statt der weiß-blauen Landesfarben waren die Unternehmensfarben blau-weiß. Die später in BMW aufgegangenen Bayerischen Flugzeugwerke hatten ein in der Zeichensprache sehr ähnliches Logo. Als staatliches Unternehmen durften sie aber die weiß-blauen Rauten ohne Änderungen als Markenzeichen nutzen. Seit der Verwendung in einem Flugmotorenprospekt aus dem Jahr 1929 wird der gevierteilte innere Kreis als Blick durch einen Propeller gedeutet. Da diese Deutung weitaus poetischer ist, wurde sie stark kultiviert. Zum ersten Mal wurde das Logo 1918 auf der Betriebsanleitung zum „Bayern-Flugmotor Type BMW IIIa“ abgedruckt. 1923 war das BMW-Logo erstmals an einem Fahrzeug, dem Motorrad BMW R 32, zu sehen. Das erste BMW-Automobil mit dem Logo war der BMW 3/15 PS im Jahr 1929.
2020 wurde mit dem Concept i4 eine überarbeitete Form des Logos gezeigt: An diesem zeigt der äußere und bislang schwarze Ring die Fahrzeugfarbe. Es soll nicht an den Fahrzeugen selbst, sondern zu Kommunikationszwecken wie zum Beispiel an Messeständen und im Internet eingesetzt werden.

## Produktpalette

### Motorräder
Ein weiteres Geschäftsfeld von BMW ist die Entwicklung und Produktion von Motorrädern, die seit 1923 hergestellt werden. Die Automobilherstellung kam erst 1928 hinzu. Heute ist BMW der einzige Großserienhersteller hubraumstarker Motorräder in Deutschland und einer der umsatzstärksten in Europa. Anfang 2014 waren in Deutschland 488.572 BMW-Krafträder zugelassen, was einem Anteil von 12,0 % entspricht. Wichtigstes und umsatzstärkstes Modell ist die Reiseenduro BMW R 1200 GS.

### Kundenmotoren
Neben Automobilen und Motorrädern fertigt BMW auch Motoren für Fremdunternehmen. Zu den Abnehmern gehören z. B. Wiesmann (BMW-Motoren und BMW-Antriebskomponenten in allen Modellen), die Morgan Motor Company (BMW-V8-Ottomotor und BMW-Antriebskomponenten im Modell Aero 8), Yanmar Marine (BMW-Dieselmotoren für Marineanwendungen) und Siemens (4L-V8 im Combino Duo). BMW-Motorrad-Boxermotoren werden für die Tragkraftspritze „Fox“ von Rosenbauer verwendet.
Im März 2010 wurde mit der amerikanischen Carbon Motors Corp. ein Vertrag über die Lieferung von 240.000 6-Zylinder Dieselmotoren für das Polizeifahrzeug Carbon E7 unterzeichnet. Die Firma wurde 2012 aufgelöst und die Motoren daher nicht geliefert.
Im September 2010 wurde mit SAAB ein Vertrag über die Lieferung von 1,6 l 4-Zylinder-Motoren unterzeichnet.
Im Juli 2011 wurde mit der Fisker Automotive, Inc. ein Vertrag zur Lieferung von Vierzylindermotoren unterzeichnet. Der Motor soll in einer Mittelklasse-Limousine mit Elektroantrieb zur Verlängerung der Reichweite Range Extender eingesetzt werden.
Im Dezember 2011 wurde mit der Toyota Motor Corporation ein Vertrag zur Lieferung von verbrauchseffizienten 1,6 l und 2,0 l Dieselmotoren unterzeichnet.
Im Dezember 2011 wurde mit der Roding Automobile GmbH ein Vertrag zur Lieferung von 3,0 l Reihensechszylindermotoren mit Turboaufladung für den zweisitzigen Mittelmotor-Sportwagen Roding Roadster unterzeichnet.
Im Frühjahr 2012 wurde mit der PGO Automobiles SA ein Vertrag zur Lieferung von 1,6 l Reihenvierzylindermotoren mit Turboaufladung für die zweisitzigen Mittelmotor-Coupes/Hatchbacks Speedster II, Cevennes und Hemera unterzeichnet.
Der amerikanische Amphibienfahrzeughersteller Gibbs rüstet seinen Quadski mit einem 129 kW (175 PS) starken BMW-Motorrad-Motor aus.
Ab der Modellpflege des Toyota Auris und Toyota Avensis 2015 wurden Toyota-Dieselmotoren durch 1,6 l- und 2,0 l-BMW-Dieselmotoren ersetzt.
Im Sommer 2016 wurde bekannt, dass BMW zukünftig V8-Motoren für Land Rover und Jaguar liefern wird. Dabei soll es sich bereits um den Nachfolger der N63- und S63-Triebwerke handeln.
Zu früheren Kunden gehörten Opel (BMW-Reihensechszylinder-Dieselmotor im Modell Omega), Land Rover (BMW-V8-Ottomotor im Modell Range Rover), Rolls-Royce (BMW-Zwölfzylinder-Ottomotor) sowie Kaelble und Magirus (wo BMW-Motoren als Antriebsquelle für LKW verbaut wurden).

### Fahrräder

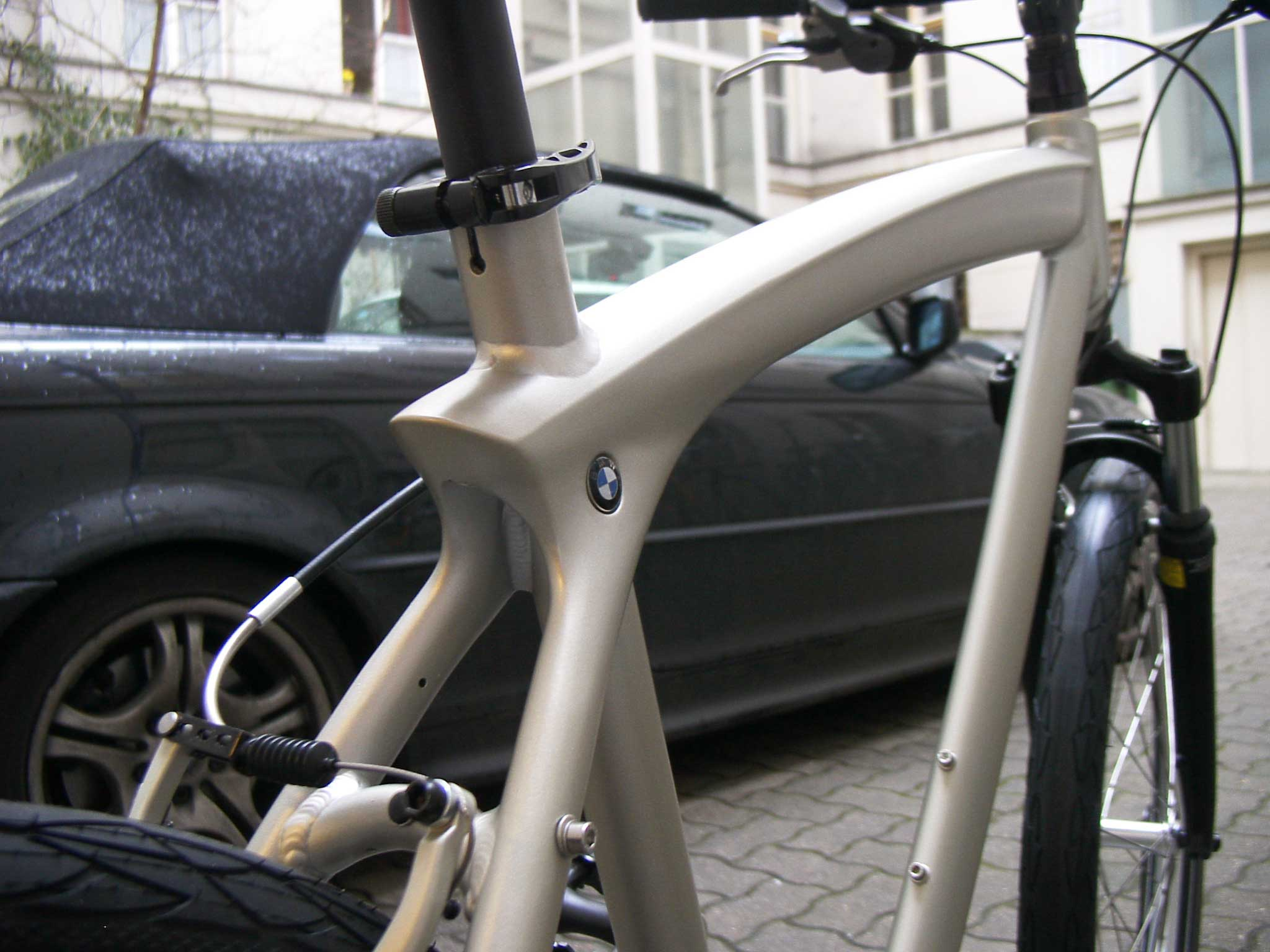
BMW-Fahrrad Modell Cruise Bike (2006)

Fahrräder von BMW gibt es bereits seit Ende des Zweiten Weltkriegs. Das erste Patent auf einen Fahrradrahmen meldete BMW bereits 1950 an. In den neunziger Jahren des 20. Jahrhunderts entwickelte der Münchener Automobilkonzern eine Serie von faltbaren Fahrrädern, die speziell auf die Bedürfnisse der Automobilkunden abgestimmt war. Im Jahr 2005 wurde dann eine ganz neue Fahrradgeneration vorgestellt, die eine breitere Modellpalette umfasste und mit handelsüblichen Komponenten ausgestattet wurde. Die Fahrräder der neuen Generation haben eine Reihe namhafter internationaler Auszeichnungen erhalten, u. a. den red Dot Design Award, den iF Design Award und den Designpreis der Bundesrepublik Deutschland. Der Vertrieb dieser Fahrräder erfolgt über die BMW Handelsbetriebe und einen Berliner Fahrradhändler.

### BMW M
Die BMW M GmbH, Gesellschaft für individuelle Automobile ist ein Tochterunternehmen des Automobilherstellers BMW und verantwortlich für die Entwicklung und Produktion leistungsstarker Modifikationen einiger BMW-Modelle. Eines der ersten Ergebnisse der M GmbH war der unter wesentlicher Mithilfe von Alpina gebaute BMW 3.0 CSL. Dieses deutlich erleichterte Modell des BMW E9 war ein erfolgreicher erster Schritt.

### BMW i

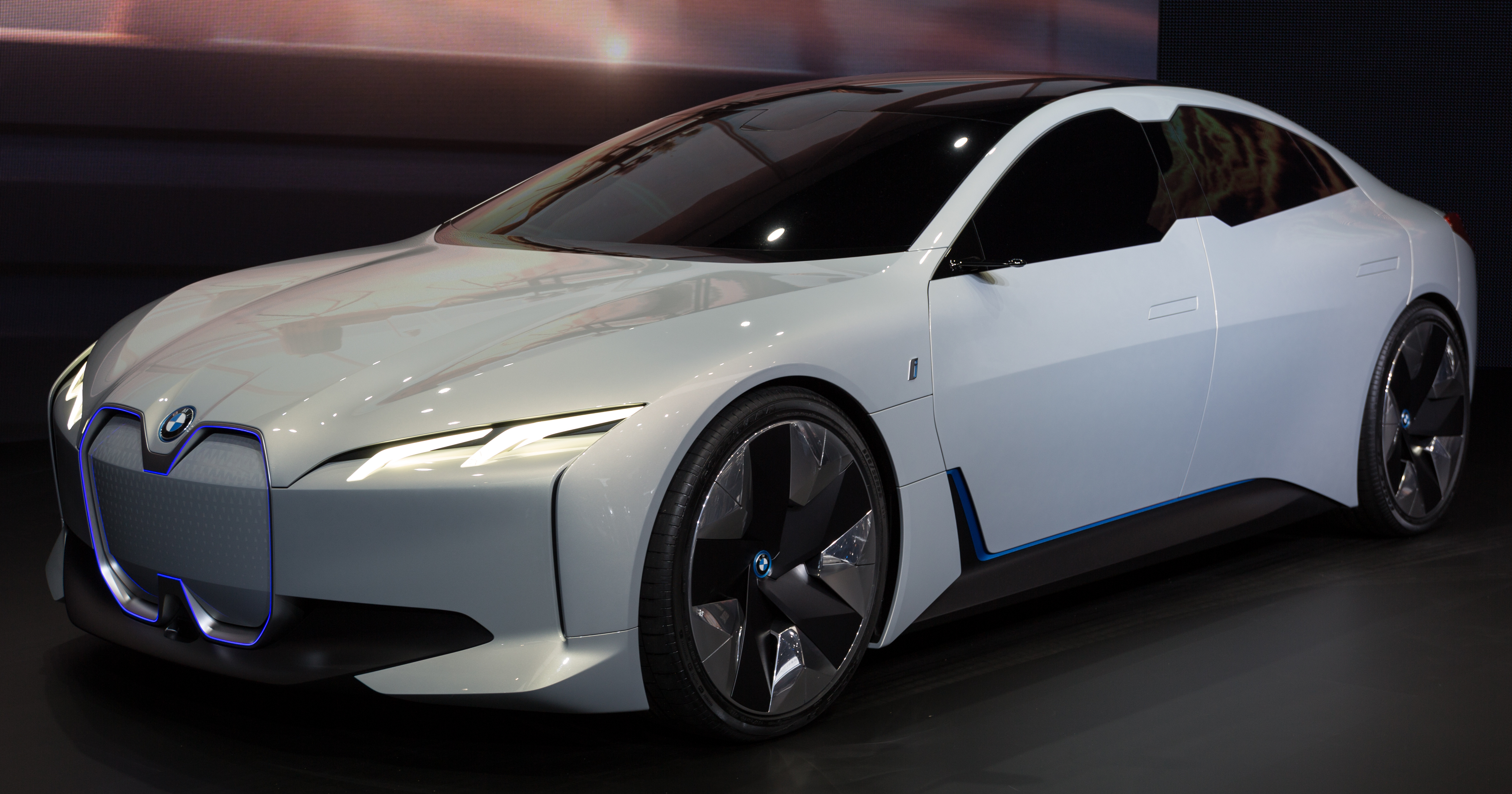
Studie BMW i Vision Dynamics auf der IAA 2017

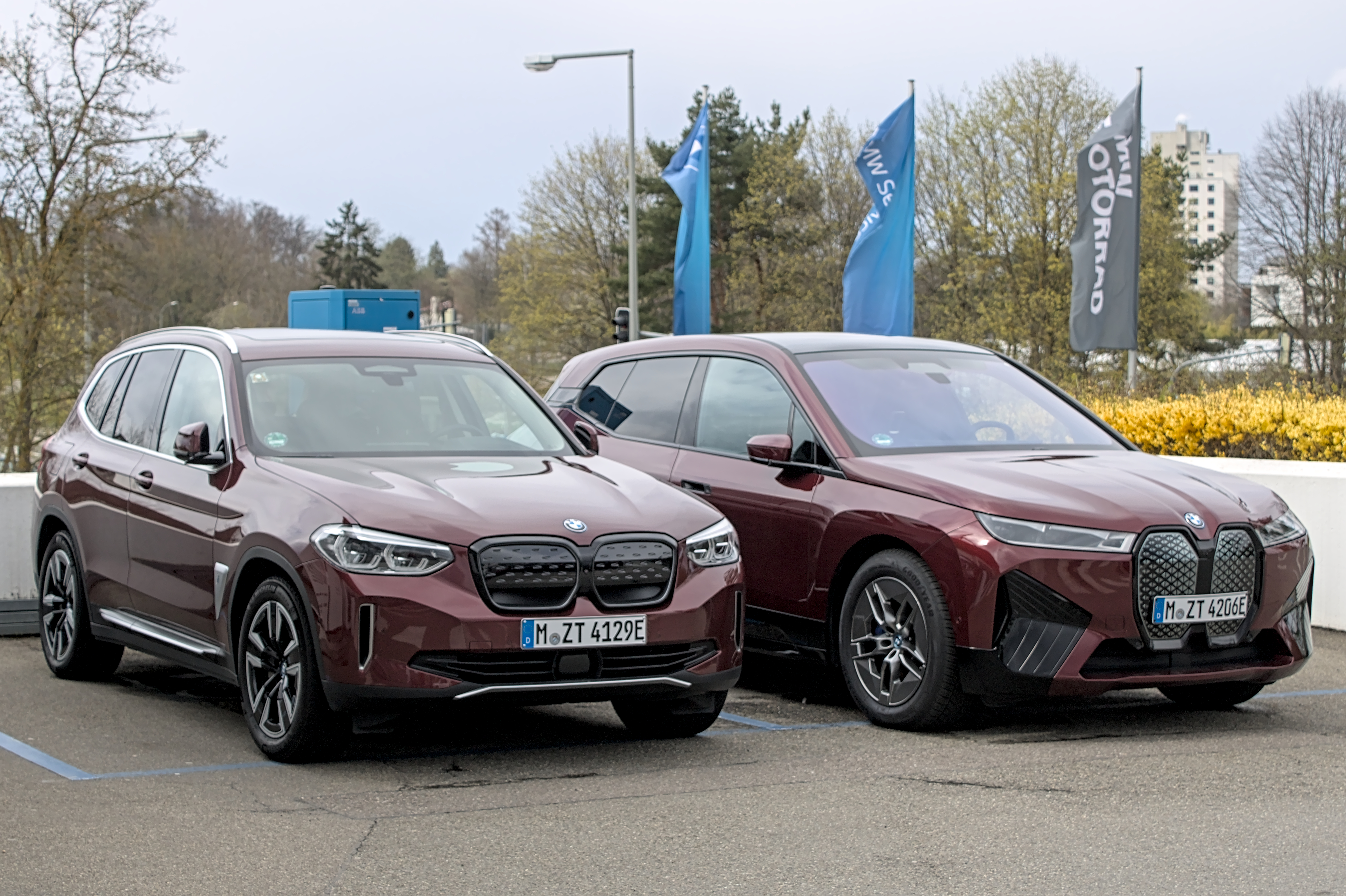
iX3 und iX

BMW kündigte im Februar 2011 an, unter der Submarke BMW i ab 2013 nachhaltige Mobilitätslösungen, also z. B. Elektromodelle anzubieten. Hier fließen die Ideen ein, die seit 2007 unter dem Namen project i entwickelt wurden.
Die ersten Modelle sind der BMW i3 (zunächst als Megacity Vehicle bekannt) und der BMW i8 (zunächst als BMW Vision Efficient Dynamics bekannt).
Im Juli 2011 hat BMW Konzeptfahrzeuge beider Modelle vorgestellt. Der BMW i3 wird ausschließlich durch einen 125 kW starken Elektromotor an der Hinterachse angetrieben. Er verfügt über vier Sitzplätze und einen etwa 200 Liter großen Kofferraum. Die maximal erreichbare Geschwindigkeit wird auf 150 km/h begrenzt, da bei höheren Geschwindigkeiten der Verbrauch überproportional ansteigen würde.
Der i8 dagegen ist ein Plug-in-Hybrid. Der Elektromotor in leicht abgeänderter Form aus dem i3 treibt die Vorderräder an, ein 170 kW starker Dreizylinder-Ottomotor zusätzlich die Hinterräder. So ist eine Beschleunigung von unter 5 Sekunden auf 100 km/h möglich, der Norm-Verbrauch liegt unter drei Liter.
2020 wurde der BMW iX3 vorgestellt. Das Elektroauto basiert auf dem BMW X3 (G01) und wird durch die fünfte Generation der BMW eDrive Technologie angetrieben. Er wird ausschließlich in China von BMW Brilliance Automotive gefertigt.
Im November 2021 erfolgte der Marktstart des BMW iX. Das rein batterieelektrisch angetriebene SUV soll über eine eigenständige Fahrzeugarchitektur verfügen und nicht, wie der iX3, auf einem bestehenden X-Modell basieren.
Der BMW iX1 wurde 2022 präsentiert. Er basiert auf dem BMW X1 (U11).

## BMW Group heute

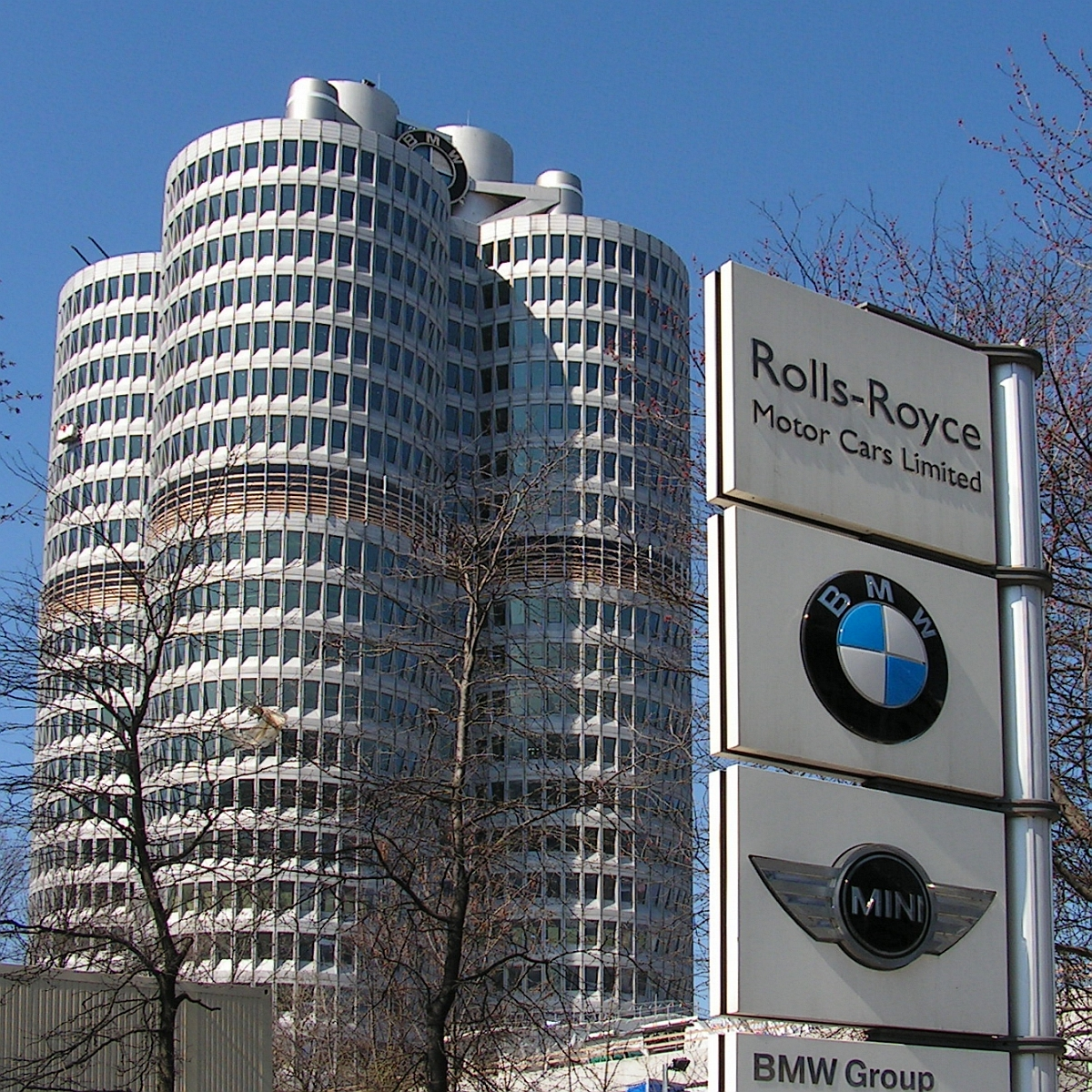
Konzernzentrale München BMW

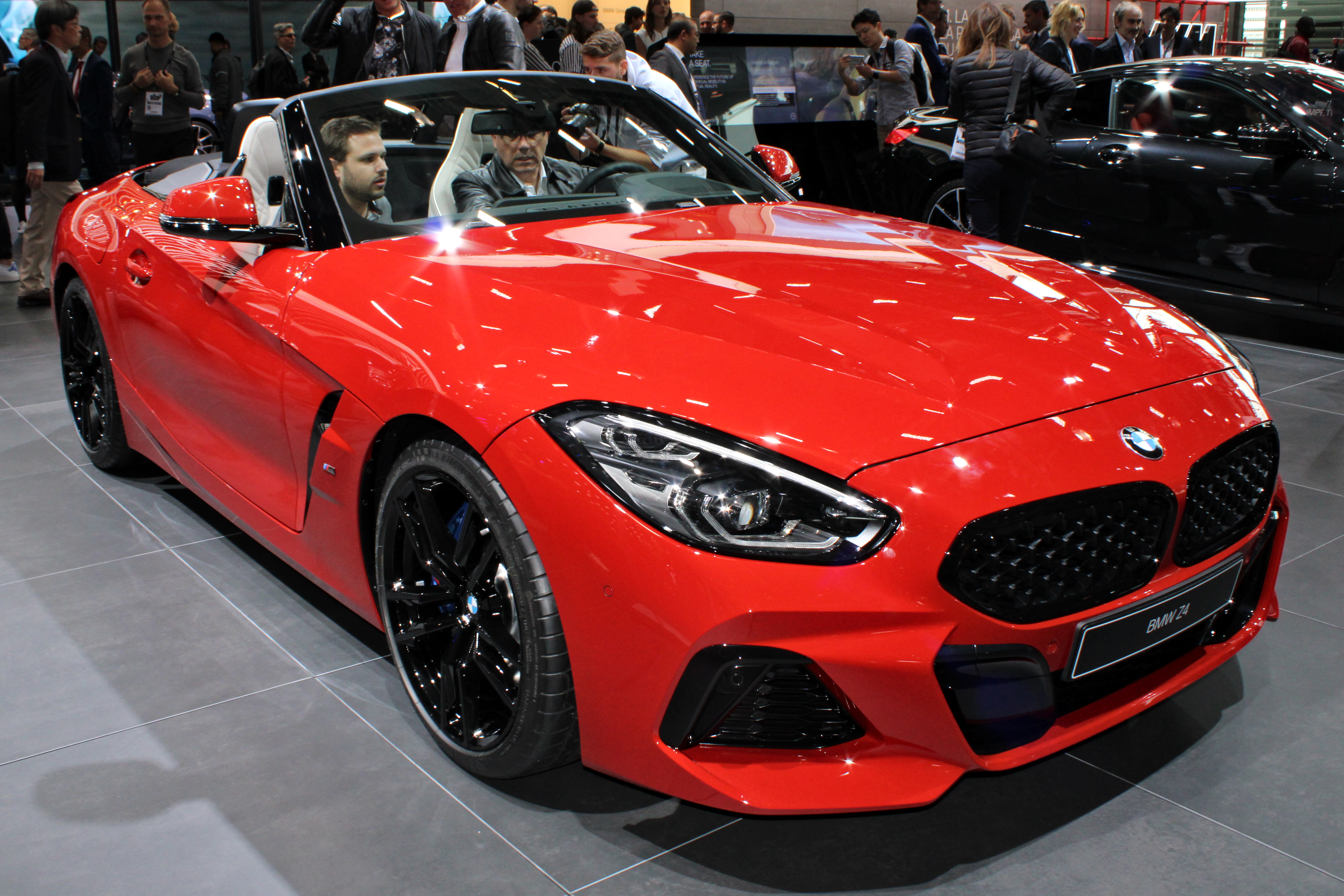
BMW Z4

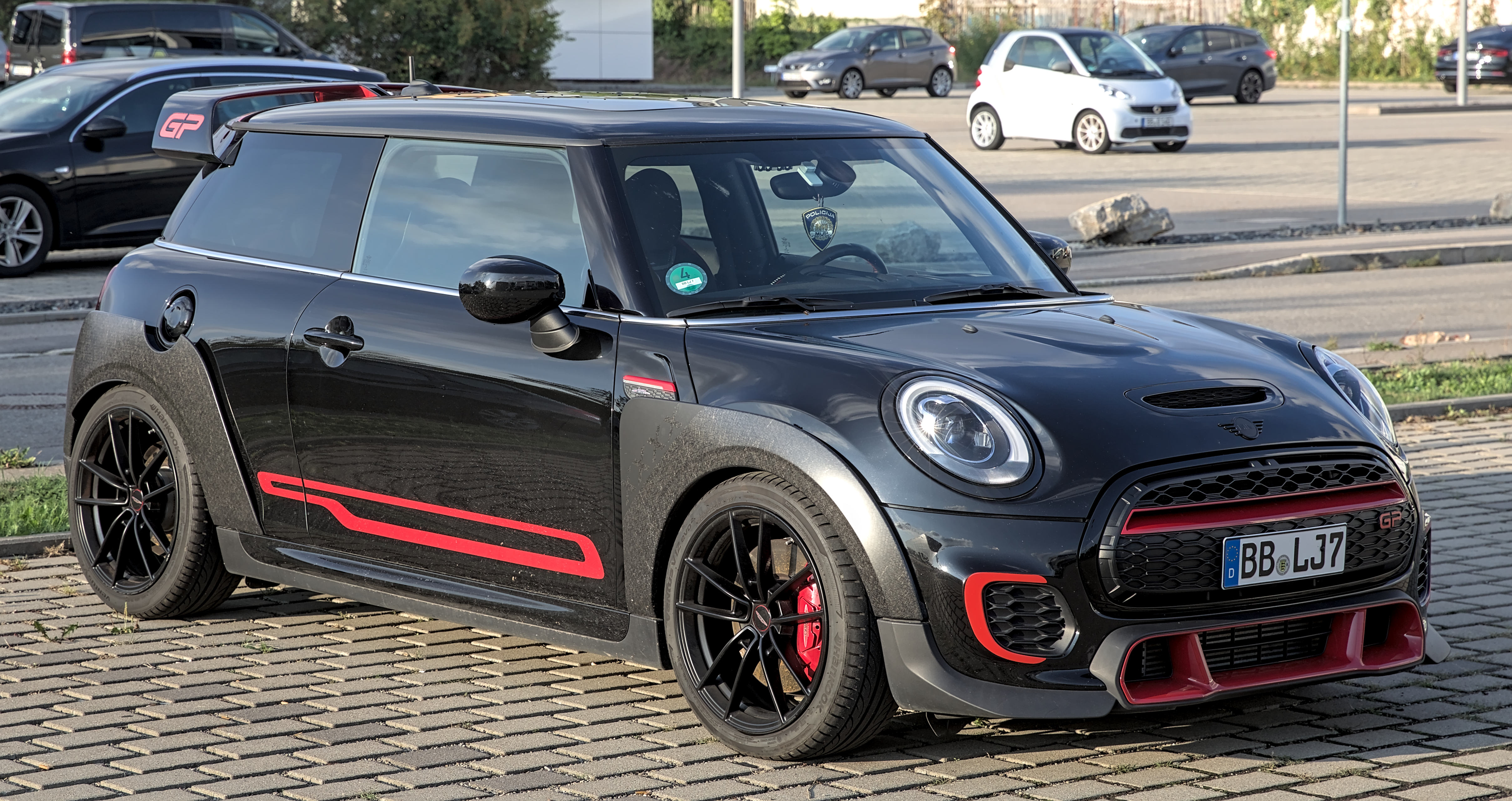
Mini John Cooper Works GP (2020)

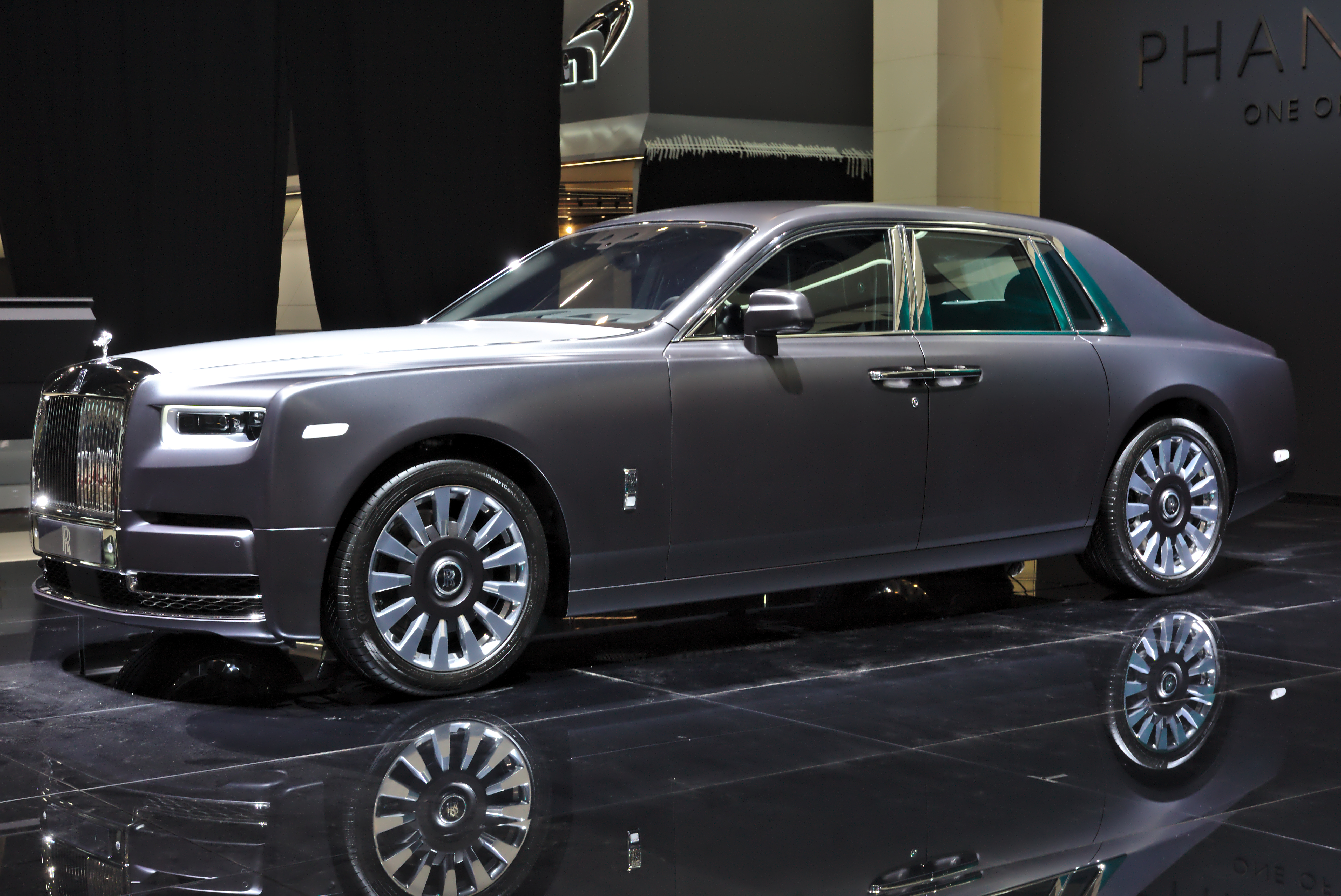
Rolls-Royce Phantom (2018)

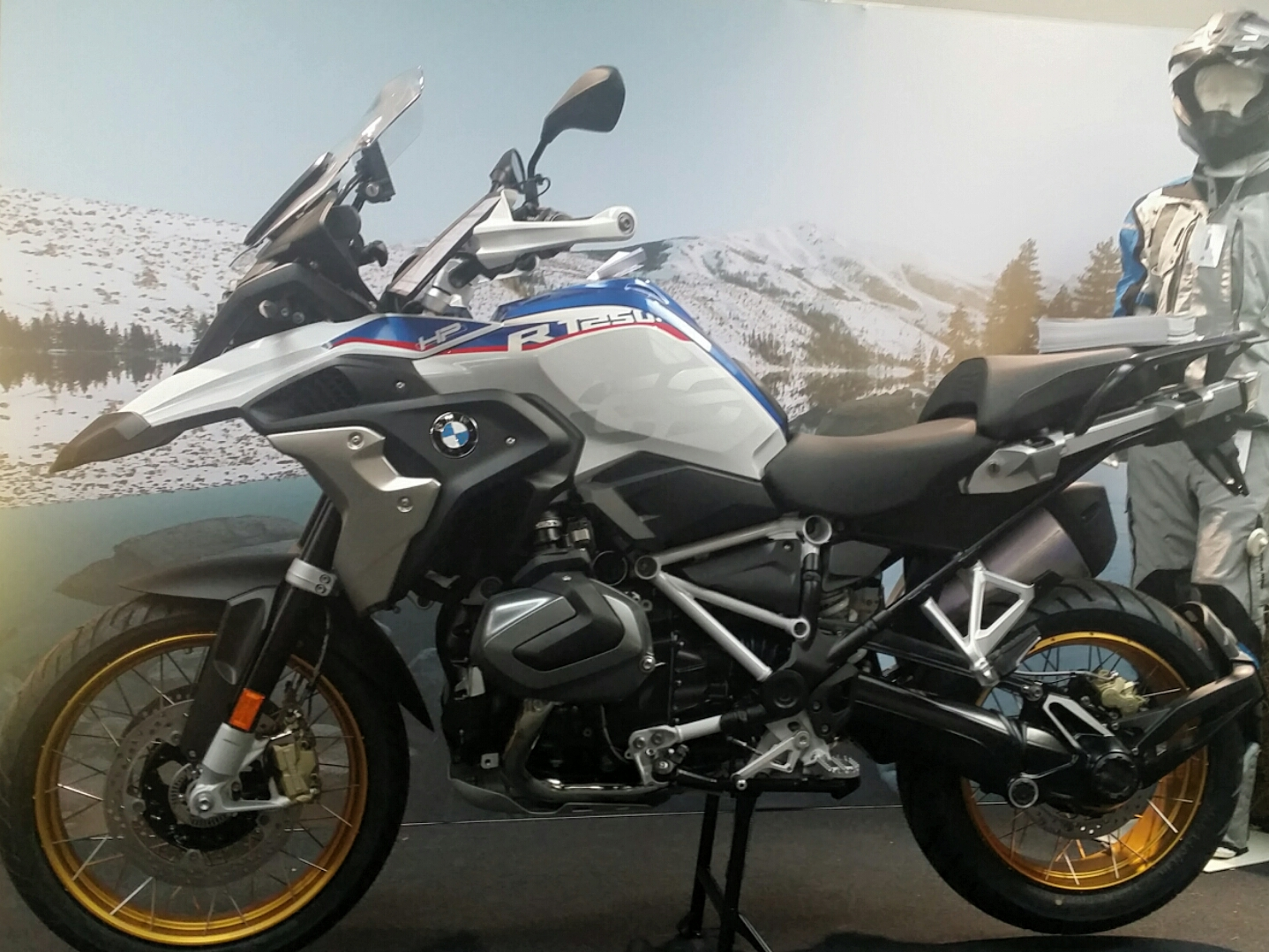
R 1250 GS (2018)

Nach dem Ende des Rover-Projektes richtete sich die BMW Group neu aus und konzentrierte sich vorwiegend auf Fahrzeuge im Premium-Segment. Heute bietet die BMW Group mit den Marken Mini, BMW und Rolls-Royce eine breite Produktpalette vom Kleinwagen bis zur High-End-Luxuslimousine an. Innerhalb der letzten Jahre konnte der weltweite Absatz u. a. durch neue Modellreihen auf über 2,2 Mio. Fahrzeuge pro Jahr gesteigert werden, gleichzeitig ist BMW nach Porsche und Toyota der rentabelste Automobil-Hersteller mit ca. 9 % Umsatzrendite (2015) und noch immer unabhängig. Die BMW Group betreibt Werke in Deutschland, Österreich, Großbritannien, Südafrika, USA und China, wo BMW (wörtlich „Bao-Ma“) als „edles kostbares Pferd“ verstanden wird.
Die BMW Group ist unter den sogenannten Premiumherstellern führend bei der Reduzierung des CO2-Ausstoßes der Fahrzeuge. Entsprechend hatte das Unternehmen im Jahr 2008 als einziger europäischer Automobilhersteller die Anforderungen der ACEA-Selbstverpflichtung zur Reduktion von CO2-Emissionen erfüllt.
Am 1. März 2005 startete im neuen BMW-Werk Leipzig die Produktion der 1er- (E87) und 3er-Reihe (E90). Am 15. Juli 2025 begann zwischen BMW und Momenta eine Kooperation für autonomes Fahren in China.

### Produktionsstandorte
Werke befinden sich in München (Stammwerk), Dingolfing (größtes Werk), Regensburg, Landshut (Austauschmotorenfertigung, Exterieur, Interieur, Gelenkwellenfertigung, Gießerei), Leipzig (Produktionsstart 2005), Berlin-Spandau (Motorräder), Greer (South Carolina) (USA), Rosslyn (Südafrika), Oxford (UK, Mini), Hams Hall (UK, Motoren), Steyr (Österreich, Motoren), Swindon (UK, Pressteile und Komponenten), Goodwood (UK, Rolls-Royce), Eisenach, Wackersdorf (CKD-Versand) und Shenyang, China.
Die BMW Motoren GmbH (Werk Steyr) produzierte 2012 über eine Million Motoren (4- und 6 Zylinder Otto- und Dieselmotoren). Somit kommen rund 80 % der in den BMW-Fahrzeugen eingesetzten Motoren aus Steyr. Im Werk Steyr werden außerdem alle BMW-Dieselaggregate entwickelt (Diesel-Kompetenzzentrum in der BMW Group).
Außerdem existieren Werke zum Zusammenbau sogenannter CKD-Sätze u. a. in Araquari (Brasilien) Kaliningrad (Russland), Kairo (Ägypten), Chennai (Indien), Rayong (Thailand), Malaysia und Indonesien.
BMW exportiert mehr Autos aus den USA als General Motors und Ford zusammen.
Im Juni 2022 hat BMW den Grundstein für ein CO2-neutrales BMW-Werk in der ungarischen Stadt Debrecen gelegt.

### Vertrieb in Deutschland

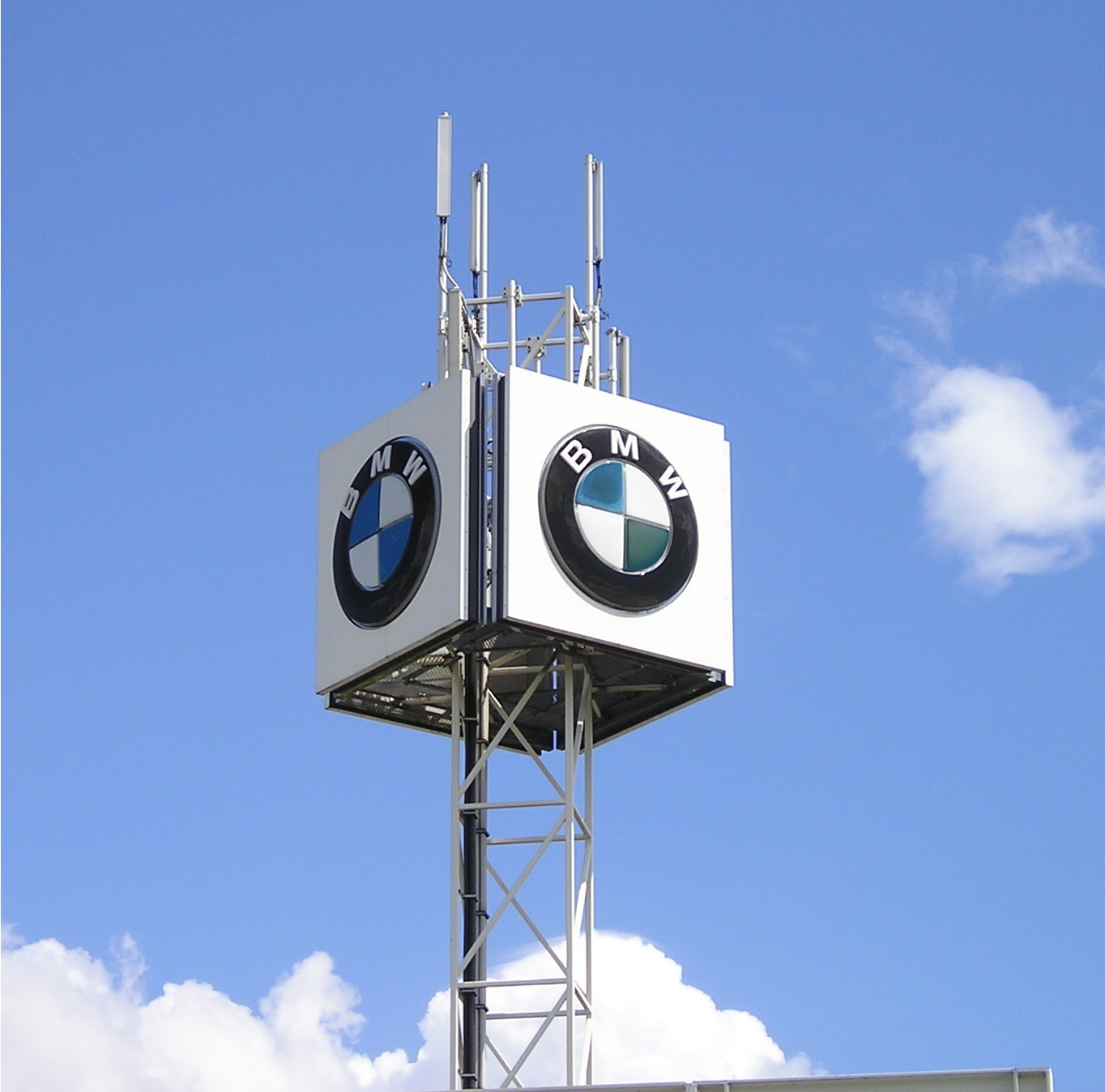
Werbung eines Vertragshändlers mit BMW-Logo

Der Vertrieb wird über werkseigene Niederlassungen, die beispielsweise in ausgewählten Städten wie Bonn, Dresden, Düsseldorf oder Hamburg ansässig sind und damit bestimmte Regionen abdecken, und Vertragshändler, die in weiteren Städten (z. B. Köln) und den von BMW nicht mit Niederlassungen versorgten Regionen wie z. B. den Rhein-Sieg-Kreis verbreitet sind, abgewickelt.

### Motorsport und weitere Aktivitäten
BMW engagiert sich im Motorsport, u. a. im Tourenwagensport (WTCC und 24h-Rennen) sowie in diversen Nachwuchsserien (Formel BMW). Zwischen 2002 und 2010 sponserte das Unternehmen im Regattasegeln das Team BMW Oracle Racing. BMW Oracle Racing gewann 2010 den 33. America’s Cup. Die Tochter BMW DesignworksUSA arbeitet für Kunden im Industriebereich; u. a. für Sportbootwerften. Seine Beteiligung an der Formel 1 mit BMW-Sauber beendete BMW nach der Saison 2009.

### Aktie und Aktionärsstruktur
Das Unternehmen ist sowohl mit stimmberechtigten Stamm- als auch stimmrechtslosen Vorzugsaktien an der Börse notiert; das Grundkapital der Gesellschaft ist aufgeteilt in 639 Millionen Aktien. Der stimmberechtigte Anteil davon sind rund 580 Millionen Stammaktien. Davon befinden sich 51,4 % im Streubesitz. Der als Festbesitz geltende Anteil verteilt sich wie folgt:
| Anteil | Anteilseigner (Daten beziehen sich nur auf stimmberechtigtes Grundkapital)                                  |
| ------ | --- |
| 9,4 %  | Aqton SE, Bad Homburg v.d. Höhe (Stimmrechte werden Stefan Quandt zugeordnet)                               |
| 17,2 % | Aqton GmbH & Co. KG für Automobilwerte, Bad Homburg v.d. Höhe (Stimmrechte werden Stefan Quandt zugeordnet) |
| 21,5 % | Susanne Klatten Beteiligungs GmbH, Bad Homburg v.d. Höhe (Stimmrechte werden Susanne Klatten zugeordnet)    |
| 0,2 %  | Susanne Klatten                                                                                             |
| 0,2 %  | Stefan Quandt                                                                                               |

(Stand: 30. Juni 2023)
Die Stammaktien von BMW sind im deutschen Leitindex DAX; aufgrund der über die Jahre konstant überdurchschnittlich hohen Dividendenrendite ist die BMW-Aktie seit September 2011 im DivDAX vertreten.
Darüber hinaus ist BMW auch Bestandteil der Nachhaltigkeitsindizes Dow Jones Sustainability Indices (DJSI) „World“ und „Europe“ sowie FTSE4Good.

## Geschäftszahlen
| Region             | Anteil |
| ------------------ | ------ |
| China              | 29,4 % |
| Restliches Europa  | 25,3 % |
| Vereinigte Staaten | 20,2 % |
| Deutschland        | 10,8 % |
| Restliches Asien   | 9,0 %  |
| Restliches Amerika | 3,5 %  |
| Sonstige Regionen  | 2,0 %  |

| Geschäft               | Anteil |
| ---------------------- | ------ |
| Automobile             | 74,2 % |
| Finanzdienstleistungen | 23,5 % |
| Motorräder             | 2,2 %  |

| Geschäftsjahr | Absatz      | Absatz    | Absatz      | Absatz     | Umsatz          | Gewinn        |
| Geschäftsjahr | BMW         | Mini      | Rolls-Royce | Motorräder | Umsatz          | Gewinn        |
| ------------- | ----------- | --------- | ----------- | ---------- | --------------- | ------------- |
| 2000          | ▲834.519    | –         | –           | ▲74.397    | ▲€ 35,356 Mrd.  | ▲€ 1,026 Mrd. |
| 2001          | ▲880.677    | 24.980    | –           | ▲84.713    | ▲€ 38,463 Mrd.  | ▲€ 1,866 Mrd. |
| 2002          | ▲913.225    | ▲144.119  | –           | ▲92.599    | ▲€ 42,411 Mrd.  | ▲€ 2,020 Mrd. |
| 2003          | ▲928.151    | ▲176.465  | 300         | ▲92.962    | ▼€ 41,525 Mrd.  | ▼€ 1,947 Mrd. |
| 2004          | ▲1.023.583  | ▲184.357  | ▲792        | ▼92.266    | ▲€ 44,335 Mrd.  | ▲€ 2,242 Mrd. |
| 2005          | ▲1.126.768  | ▲200.428  | ▲796        | ▲97.474    | ▲€ 46,656 Mrd.  | ▼€ 2,239 Mrd. |
| 2006          | ▲1.185.088  | ▼188.077  | ▲805        | ▲103.759   | ▲€ 48,999 Mrd.  | ▲€ 2,874 Mrd. |
| 2007          | ▲1.276.793  | ▲237.700  | ▲1.010      | ▲104.396   | ▲€ 56,018 Mrd.  | ▲€ 3,134 Mrd. |
| 2008          | ▼1.202.239  | ▼235.019  | ▲1.212      | ▼104.220   | ▼€ 53,197 Mrd.  | ▼€ 0,333 Mrd. |
| 2009          | ▼1.068.770  | ▼216.538  | ▼1.002      | ▼82.631    | ▼€ 50,681 Mrd.  | ▼€ 0,210 Mrd. |
| 2010          | ▲1.224.280  | ▲234.175  | ▲2.711      | ▲99.236    | ▲€ 60,477 Mrd.  | ▲€ 3,234 Mrd. |
| 2011          | ▲1.380.384  | ▲285.060  | ▲3.538      | ▲104.286   | ▲€ 68,821 Mrd.  | ▲€ 4,907 Mrd. |
| 2012          | ▲1.540.085  | ▲301.526  | ▲3.575      | ▲106.358   | ▲€ 76,848 Mrd.  | ▲€ 5,111 Mrd. |
| 2013          | ▲1.655.138  | ▲305.030  | ▲3.630      | ▲115.215   | ▼€ 76,059 Mrd.  | ▲€ 5,329 Mrd. |
| 2014          | ▲1.811.719  | ▼302.183  | ▲4.063      | ▲123.495   | ▲€ 80,401 Mrd.  | ▲€ 5,817 Mrd. |
| 2015          | ▲1.905.234  | ▲338.466  | ▼3.785      | ▲136.963   | ▲€ 92,175 Mrd.  | ▲€ 6,396 Mrd. |
| 2016          | ▲2.003.359  | ▲360.233  | ▲4.011      | ▲145.032   | ▲€ 94,163 Mrd.  | ▲€ 6,910 Mrd. |
| 2017          | ▲2.088.283  | ▲371.881  | ▼3.362      | ▲185.682   | ▲€ 98,678 Mrd.  | ▲€ 8,706 Mrd. |
| 2018          | ▲2.125.026  | ▼361.531  | ▲4.107      | ▼162.687   | ▼€ 97,480 Mrd.  | ▼€ 7,207 Mrd. |
| 2019          | ▲2.185.793  | ▼347.474  | ▲5.100      | ▲175.162   | ▲€ 104,210 Mrd. | ▼€ 5,022 Mrd. |
| 2020          | ▼2.028.841  | ▼292.582  | ▼3.756      | ▼169.272   | ▼€ 98,990 Mrd.  | ▼€ 3,857 Mrd. |
| 2021          | ▲2.213.790  | ▲302.138  | ▲5.586      | ▲194.261   | ▲€111,239 Mrd.  | ▲€12,463 Mrd. |
| 2022          | ▼2.100.692  | ▼~293.000 | ▲ 6.021     | ▲202.895   | ▲€142,610 Mrd.  | ▲€18,6 Mrd.   |
| 2023          | ▲2.252.793  | ▲295.358  | ▲6.032      | ▲209.257   | ▲€155,498 Mrd.  | ▼€12,2 Mrd.   |
| 2024          | ▼ 2.200.177 | ▼244.915  | ▼ 5.712     | ▲ 210.408  | ▼ €142 Mrd.     | ▼ €7,7 Mrd.   |

## Kritik

### Exportklausel
BMW hatte mit seinen Händlern im Europäischen Wirtschaftsraum (EWR) vereinbart, keine Fahrzeuge an Kunden außerhalb des EWR zu liefern. Auch Schweizer konnten somit keine BMWs von ausländischen Händlern beziehen. Im Oktober 2010 hatte die eidgenössische Wettbewerbskommission (Weko) eine Untersuchung gegen BMW eröffnet. Das Bundesverwaltungsgericht wertete dies als unzulässige Wettbewerbsabsprache und erlegte dem Autokonzern eine Buße von 156 Mio. SFr. auf. Das Bundesgericht bestätigte mit dem am 10. November 2017 publizierten Entscheid diesen Vorentscheid des Bundesverwaltungsgerichts. Eine Beschwerde von BMW wurde abgelehnt. Die Weko reagierte damit auf zahlreiche Beschwerden von Schweizer Kunden, die erfolglos versucht hatten, einen Neuwagen der Marken BMW oder Mini im Ausland zu erwerben. Die Exportklausel ist seit 2003 in den Händlerverträgen zu finden. Zwischen Herbst 2010 und 2011 kosteten die Autos in der Euro-Zone im Durchschnitt 20 bis 25 % weniger als in der Schweiz.

### Bestechungsaffäre
Im Jahr 2006 gerieten BMW-Mitarbeiter im Rahmen der Bestechungsaffäre um den Automobilzulieferer Faurecia in den Fokus der Staatsanwaltschaft. So wurde gegen mehrere Mitarbeiter ermittelt. Einer von diesen war Hauptabteilungsleiter im Einkauf bei BMW, der gestand, von verschiedenen Zulieferern insgesamt rund eine Million Euro angenommen zu haben. Der Einkaufsleiter wurde vom Landgericht München zu einer Haftstrafe von drei Jahren verurteilt.
Ein weiterer, in den USA beschäftigter Mitarbeiter der Einkaufsabteilung von BMW hatte über mehrere Jahre hinweg von Faurecia bis zu 500.000 € Schmiergeld angenommen und dafür den französischen Zulieferer bei der Auftragsvergabe bevorzugt. In der Folge verurteilte das Landgericht München den ehemaligen Einkäufer wegen Bestechlichkeit in neun Fällen zu zwei Jahren und neun Monaten Haft. Zuvor hatte der Angeklagte ein Geständnis abgelegt und 400.000 € an BMW sowie 168.000 € an das Finanzamt zurückgezahlt.

### Lobbyisten
Leiter Politik, d. h. Cheflobbyist, des Konzerns ist seit Oktober 2019 Glenn Schmidt. Leitender BMW-Lobbyist in Brüssel für die Interessensvertretung gegenüber europäischen Institutionen ist ab Oktober 2020 Andreas Klugescheid. 2017 gab der Konzern 1,4 Millionen Euro für Lobbytätigkeiten in Brüssel aus. Im selben Jahr wurden 33 Treffen mit Vertretern der EU-Kommission registriert. In Deutschland gehören BMW und die Hauptanteilseigner Quandt/Klatten zu den größten Parteispendern. Seit dem Jahr 2000 spendete die Familie über 10 Millionen Euro an diverse größere Parteien. Seit 2013 konzentriert sich der Automobilkonzern mehr auf themenbezogenes Parteisponsoring, da diese Art der Unterstützung meist nicht als offizielle Parteispende veröffentlicht werden muss. Das Portal Abgeordnetenwatch kritisiert, dass 2015 die Forderungen eines Positionspapier der bayerischen Regierung zum Thema Emissionstests fast vollständig von BMW übernommen wurde. Ebenfalls gibt es, oft zeitlich versetzte, personelle Überschneidungen zwischen BMW und der Union und SPD. Mindestens seit Oktober 2009 bis 2014 war der ehemalige Bundesaußenminister, Vizekanzler und Grünen-Vorsitzende Joschka Fischer als Lobbyist für BMW tätig. BMW ist Mitglied im Verband der Automobilindustrie, in der European Automobile Manufacturers Association und dem Forum for the Automobile and Society.

### Datenschutz im Auto
Am Beispiel eines BMW 320d ergaben Untersuchungen der Computerzeitschrift C’t im Jahr 2016, dass dieses Fahrzeug erhebliche Datenmengen zu Fahrbetrieb, Fahrweise und persönlicher Nutzung aufzeichnet und über das Diagnosegerät der Fachwerkstatt an BMW übermittelt. Das Vorgehen wird „FASTA“ genannt („Fahrzeugbetriebs- und Servicedaten-Transfer und -Analyse“).
Ferner speichert das Infotainmentsystem die Telefonbücher verbundener Handys, SMS und weitere personenbezogene Daten mit kaum wirksamen Schutzmechanismen, die sich vermutlich auch nach einem Löschen (über das Infotainmentsystem) rekonstruieren lassen. (Diese Daten werden wohl nicht an BMW übermittelt.)
Laut Werkstattdokumentation für die EU-Version des Autos speichere auch das Airbag-Steuergerät Fahrdaten der letzten Sekunden vor einem Auslösen. Dies ist in den USA die Regel, nicht jedoch in Europa.
Noch mitteilsamer zeigte sich ein BMW i3 REX, der über ein eigenes Mobilfunkmodul z. B. bei jedem Ausschalten direkt Daten an BMW sendet (unverschlüsselt), inklusive GPS-Standort. Darüber kann ein Bewegungsprofil des Fahrzeugs erstellt werden, was personenbezogene Rückschlüsse ermöglicht. GPS-Daten werden auch erhoben und versendet, wenn im Einstellmenü die GPS Ortung „ausgeschaltet“ ist. Viele dieser Daten lassen sich auch nachträglich leicht aus dem Steuergerät auslesen/rekonstruieren, z. B. durch den Käufer eines Gebrauchtwagens oder einen Werkstatt-Techniker, womit Schlüsse auf den Gebrauch der letzten Wochen des (vorherigen) Fahrzeugnutzers möglich sind.

### Rolle im Abgasskandal – Dieselnachrüstung
Auch BMW lieferte in Deutschland Dieselautos der Abgasnorm Euro5 ohne SCR-Katalysator aus, dabei war diese Nachrüstung einiger Modelle schon vorgesehen und statt des SCR-Katalysators nur Auspuffrohr verbaut. ZDF Frontal21 recherchierte, dass BMW seit Ende 2008 Dieselautos für den US-Markt serienmäßig damit ausstattete. Die unterschiedliche Ausstattung begründet BMW auf Nachfrage mit der in den USA schon damals geltenden anderen Rechtslage.
Im Februar 2019 wurde BMW wegen fahrlässiger Aufsichtspflichtverletzung von der Staatsanwaltschaft München (I) zu einer Bußgeldzahlung von 8,5 Millionen Euro verpflichtet. Da kein Betrug nachgewiesen wurde, fiel die Höhe der Strafzahlung im Vergleich zu den anderen Automobilherstellern gering aus.

### Manipulierte Verkaufszahlen in den USA
Der Autobauer BMW muss wegen des Vorwurfs manipulierter Verkaufszahlen in den USA eine Strafe von umgerechnet 15 Millionen Euro zahlen. Die US-Finanzmarktaufsicht SEC erklärte im September 2020, BMW habe zwischen 2015 und 2019 seine Verkaufszahlen durch „fehlerhafte und irreführende“ Angaben künstlich in die Höhe getrieben. Damit habe der Autobauer die Lücke zwischen tatsächlichen Verkaufszahlen und internen Zielvorgaben überbrückt und öffentlich eine Führungsposition im Premiumsegment für sich beansprucht. Zugleich habe BMW in den USA in dem Zeitraum rund 18 Milliarden Dollar an Investorengeldern eingesammelt.

### Dividendenzahlungen in der Coronakrise
Oxfam kritisierte während der Corona-Krise multinationale Konzerne, darunter BMW: während Mitarbeiter sich in Kurzarbeit befänden, seien von BMW beispielsweise 1,6 Milliarden Euro an Dividenden für das Jahr 2019 ausgezahlt worden. Allein Stefan Quandt bezog eine Dividende von 425 Millionen Euro, Susanne Klatten bekam 344 Millionen Euro. Auch Vertreter der Deutschen Schutzvereinigung für Wertpapierbesitz kritisierten die Höhe der Dividendenausschüttung, da 30.000 Mitarbeiter in Kurzarbeit waren. BMW-Chef Oliver Zipse verwies darauf, dass die Erfolgsbeteiligung der Mitarbeiter an die Dividende gekoppelt sei. Jeder Mitarbeiter erhalte 5900 Euro, eine Summe von 531 Millionen Euro für die deutsche Belegschaft, die bei Ausfall der Dividende nicht hätte gezahlt werden können. Im Jahr 2021 wurde eine deutlich reduzierte Dividende ausgezahlt.